# Llista de topònims de Palafrugell
Llista de topònims (noms propis de lloc) del municipi de Palafrugell, al Baix Empordà
Informació actualitzada per un bot. Els canvis manuals es perdran quan s'actualitzi!

## badia
| imatge | Nom               | Ubicat a    | instància de | Detalls | coordenades                                        | Protecció | Commons (més fotos) | Dades a WD                    |
| ------ | ----------------- | ----------- | ------------ | ------- | -------------------------------------------------- | --------- | ------------------- | ----------------------------- |
|        | badia de Llafranc | Palafrugell | badia        |         | 41° 53′ 21″ N, 3° 11′ 56″ E / 41.8893°N,3.19883°E  |           |                     | Modifica les dades a Wikidata |
|        | badia de Tamariu  | Palafrugell | badia        |         | 41° 54′ 59″ N, 3° 12′ 52″ E / 41.91638°N,3.21434°E |           |                     | Modifica les dades a Wikidata |

## cabana
| imatge | Nom                            | Ubicat a    | instància de | Detalls                     | coordenades                                                         | Protecció                   | Commons (més fotos) | Dades a WD                    |
| ------ | ------------------------------ | ----------- | ------------ | --------------------------- | ------------------------------------------------------------------- | --------------------------- | ------------------- | ----------------------------- |
|        | Barraca Riera                  | Palafrugell | cabana       |                             | 41° 55′ 07″ N, 3° 07′ 26″ E / 41.9184834007258°N,3.12376505844151°E |                             |                     | Modifica les dades a Wikidata |
|        | Barraca els Lliris             | Palafrugell | cabana       |                             | 41° 55′ 02″ N, 3° 12′ 24″ E / 41.917166°N,3.206742°E                | bé cultural d'interès local |                     | Modifica les dades a Wikidata |
|        | barraca d'en Banyeres          | Palafrugell | cabana       |                             | 41° 54′ 33″ N, 3° 11′ 59″ E / 41.9092526084957°N,3.19967395460741°E |                             |                     | Modifica les dades a Wikidata |
|        | barraca de Cala del Cau        | Palafrugell | cabana       | Estil: arquitectura popular | 41° 54′ 03″ N, 3° 12′ 21″ E / 41.900722°N,3.205825°E                | bé cultural d'interès local |                     | Modifica les dades a Wikidata |
|        | barraca del Bisbe              | Palafrugell | cabana       |                             | 41° 53′ 24″ N, 3° 10′ 16″ E / 41.8899882658907°N,3.17099780651824°E |                             |                     | Modifica les dades a Wikidata |
|        | dues barraques de Cala Pedrosa | Palafrugell | cabana       |                             | 41° 54′ 29″ N, 3° 12′ 23″ E / 41.908001°N,3.206306°E                | bé cultural d'interès local |                     | Modifica les dades a Wikidata |
|        | tres barraques d'Aigua Xelida  | Palafrugell | cabana       | Estil: arquitectura popular |                                                                     | bé cultural d'interès local |                     | Modifica les dades a Wikidata |

## cala
| imatge | Nom               | Ubicat a    | instància de | Detalls | coordenades                                            | Protecció | Commons (més fotos) | Dades a WD                    |
| ------ | ----------------- | ----------- | ------------ | ------- | ------------------------------------------------------ | --------- | ------------------- | ----------------------------- |
|        | Cala Marquesa     | Palafrugell | cala         |         | 41° 55′ 27″ N, 3° 12′ 58″ E / 41.924145°N,3.216119°E   |           |                     | Modifica les dades a Wikidata |
|        | cala d'en Massoni | Palafrugell | cala         |         | 41° 52′ 32″ N, 3° 10′ 50″ E / 41.8754462°N,3.1804662°E |           |                     | Modifica les dades a Wikidata |
|        | cala de Cabres    | Palafrugell | cala         |         | 41° 55′ 31″ N, 3° 13′ 03″ E / 41.92518611°N,3.2176°E   |           |                     | Modifica les dades a Wikidata |

## cap
| imatge | Nom                  | Ubicat a               | instància de | Detalls | coordenades                                                                      | Protecció | Commons (més fotos)  | Dades a WD                    |
| ------ | -------------------- | ---------------------- | ------------ | ------- | -------------------------------------------------------------------------------- | --------- | -------------------- | ----------------------------- |
|        | Cap Roig             | Calella de Palafrugell | cap          |         | 41° 52′ 34″ N, 3° 10′ 54″ E / 41.876°N,3.18161°E                                 |           |                      | Modifica les dades a Wikidata |
|        | Punta Musfera        | Palafrugell            | cap          |         | 41° 54′ 33″ N, 3° 12′ 42″ E / 41.90907°N,3.21174°E                               |           |                      | Modifica les dades a Wikidata |
|        | cap de Sant Sebastià | Palafrugell            | cap          |         | 41° 53′ 30″ N, 3° 12′ 07″ E / 41.891666666666666°N,3.2019444444444445°E 164 msnm |           | Cap de Sant Sebastià | Modifica les dades a Wikidata |
|        | punta dels Forcats   | Palafrugell            | cap          |         | 41° 52′ 54″ N, 3° 10′ 58″ E / 41.8817°N,3.18286°E                                |           |                      | Modifica les dades a Wikidata |

## carretera
| imatge | Nom      | Ubicat a    | instància de | Detalls | coordenades                                       | Protecció | Commons (més fotos) | Dades a WD                    |
| ------ | -------- | ----------- | ------------ | ------- | ------------------------------------------------- | --------- | ------------------- | ----------------------------- |
|        | GIP-6543 | Palafrugell | carretera    |         | 41° 54′ 41″ N, 3° 10′ 06″ E / 41.9113°N,3.16845°E |           |                     | Modifica les dades a Wikidata |
|        | GIV-6544 | Palafrugell | carretera    |         | 41° 53′ 56″ N, 3° 10′ 42″ E / 41.899°N,3.17844°E  |           |                     | Modifica les dades a Wikidata |

## casa
| imatge | Nom                                          | Ubicat a               | instància de            | Detalls                                                                                     | coordenades | Protecció                                  | Commons (més fotos)                                        | Dades a WD                    |
| ------ | -------------------------------------------- | ---------------------- | ----------------------- | ------------------------------------------------------------------------------------------- | --- | ------------------------------------------ | ---------------------------------------------------------- | ----------------------------- |
|        | Antiga Casa Estrabau                         | Palafrugell            | casa                    | Estil: arquitectura neoclàssica 19th century                                                | 41° 55′ 00″ N, 3° 09′ 50″ E / 41.916679°N,3.163827°E ca:C. Cavallers, 33 - c. Major, 11 - c. del Consell, 2 11 msnm                                        | bé cultural d'interès local                | Antiga Casa Estrabau                                       | Modifica les dades a Wikidata |
|        | Cal Cardenal                                 | Palafrugell            | casa                    | Estil: neoclassicisme 19th century                                                          | 41° 54′ 54″ N, 3° 09′ 52″ E / 41.915111°N,3.164563°E ca:C. del Progrés, 22 54 msnm                                                                         | bé cultural d'interès local                | Cal Cardenal (Palafrugell)                                 | Modifica les dades a Wikidata |
|        | Cal Ganxó                                    | Palafrugell            | casa                    | Estil: arquitectura eclèctica                                                               | 41° 55′ 07″ N, 3° 09′ 53″ E / 41.9186°N,3.16484°E ca:Pi i Margall, 40 i Begur, 10                                                                          | bé cultural d'interès local                | Cal Ganxó                                                  | Modifica les dades a Wikidata |
|        | Cal Sabater                                  | Llofriu                | casa                    | 19th century                                                                                | 41° 55′ 49″ N, 3° 07′ 55″ E / 41.930278°N,3.132019°E ca:C. dels Segadors, 7 - c. Irene Rocas, 18-20 - c. del Ter, 7. Llofriu 65 msnm                       | bé cultural d'interès local                | Cal Sabater (Llofriu)                                      | Modifica les dades a Wikidata |
|        | Can Cama                                     | Palafrugell            | casa                    | Estil: arquitectura neoclàssica arquitectura eclèctica 19th century                         | 41° 55′ 05″ N, 3° 09′ 37″ E / 41.918079°N,3.160281°E ca:C. Torres Jonama, 59 - c. d'Anselm Clavé, 68-70 65 msnm                                            | bé cultural d'interès local                | Can Cama (Palafrugell)                                     | Modifica les dades a Wikidata |
|        | Can Carles                                   | Palafrugell            | casa                    |                                                                                             | 41° 54′ 51″ N, 3° 10′ 03″ E / 41.9142°N,3.167378°E ca:C. de la Cerdanya, 8- 12 55 msnm                                                                     | bé cultural d'interès local                | Can Carles (Palafrugell)                                   | Modifica les dades a Wikidata |
|        | Can Casadevall                               | Palafrugell            | casa                    | 19th century                                                                                | 41° 55′ 00″ N, 3° 10′ 07″ E / 41.916785°N,3.168642°E ca:C. Sant Sebastià, 67 63 msnm                                                                       | bé cultural d'interès local                | Can Casadevall (Palafrugell)                               | Modifica les dades a Wikidata |
|        | Can Cosme                                    | Calella de Palafrugell | casa                    | 19th century                                                                                | 41° 53′ 18″ N, 3° 11′ 02″ E / 41.888203°N,3.183799°E ca:Francesc Estrabau, 1 5 msnm                                                                        | bé cultural d'interès local                | Can Cosme (Palafrugell)                                    | Modifica les dades a Wikidata |
|        | Can Feliu                                    | Palafrugell            | casa                    |                                                                                             | 41° 54′ 55″ N, 3° 09′ 46″ E / 41.915404°N,3.162862°E | bé cultural d'interès local                |                                                            | Modifica les dades a Wikidata |
|        | Can Ferrer                                   | Palafrugell            | casa                    | 20th century                                                                                | 41° 54′ 49″ N, 3° 09′ 57″ E / 41.913709°N,3.165796°E ca:Camí Fondo, 37-41 47 msnm                                                                          | bé cultural d'interès local                | Can Ferrer (Palafrugell)                                   | Modifica les dades a Wikidata |
|        | Can Genover                                  | Palafrugell            | casa                    | Estil: noucentisme                                                                          | 41° 54′ 51″ N, 3° 09′ 57″ E / 41.9143°N,3.1657°E ca:Camí Fondo, 27-31 / Escoles, 1                                                                         | bé cultural d'interès local                | Can Genover                                                | Modifica les dades a Wikidata |
|        | Can Janoher                                  | Palafrugell            | casa                    |                                                                                             | 41° 55′ 09″ N, 3° 09′ 50″ E / 41.9193°N,3.16393°E | bé cultural d'interès local                | Can Janoher                                                | Modifica les dades a Wikidata |
|        | Can Mascort del Cap de Vila                  | Palafrugell            | casa                    | 17th century                                                                                | 41° 54′ 58″ N, 3° 09′ 49″ E / 41.916012°N,3.163632°E ca:Raval Inferior, 23-25 - c. de les Botines, 1 27 msnm                                               | bé cultural d'interès local                | Can Mascort del Cap de Vila                                | Modifica les dades a Wikidata |
|        | Can Medir                                    | Palafrugell            | casa                    |                                                                                             | 41° 54′ 58″ N, 3° 09′ 53″ E / 41.916104°N,3.164857°E ca:C. de Santa Margarida, 5, 7 i 13 59 msnm                                                           | bé cultural d'interès local                | Can Medir i altres                                         | Modifica les dades a Wikidata |
|        | Can Moragues                                 | Palafrugell            | casa                    | 18th century                                                                                | 41° 55′ 01″ N, 3° 09′ 53″ E / 41.916858°N,3.164683°E ca:Pl. Nova, 16 - c. de Pi i Margall, 1 - c. del Consell, 17 61 msnm                                  | bé cultural d'interès local                | Can Moragues (Palafrugell)                                 | Modifica les dades a Wikidata |
|        | Can Pairet i Can Felip                       | Palafrugell            | casa                    |                                                                                             | 41° 55′ 04″ N, 3° 09′ 51″ E / 41.91788°N,3.164219°E | bé cultural d'interès local                |                                                            | Modifica les dades a Wikidata |
|        | Can Paulí                                    | Palafrugell            | casa                    | Estil: arquitectura popular                                                                 | 41° 56′ 22″ N, 3° 08′ 01″ E / 41.939393°N,3.133715°E | bé cultural d'interès local                | Can Paulí                                                  | Modifica les dades a Wikidata |
|        | Can Perxés                                   | Palafrugell            | casa                    | Estil: arquitectura popular                                                                 | 41° 55′ 05″ N, 3° 09′ 50″ E / 41.91792°N,3.164022°E | bé cultural d'interès local                |                                                            | Modifica les dades a Wikidata |
|        | Can Pla                                      | Palafrugell            | casa                    | Estil: neoclassicisme 19th century                                                          | 41° 55′ 06″ N, 3° 09′ 38″ E / 41.918248°N,3.160608°E ca:C. de Torres Jonama, 56 64 msnm                                                                    | bé cultural d'interès local                | Can Pla (Palafrugell)                                      | Modifica les dades a Wikidata |
|        | Can Plaja                                    | Palafrugell            | casa                    | Estil: arquitectura eclèctica 19th century Anomenat per: família Plaja                      | 41° 55′ 00″ N, 3° 09′ 59″ E / 41.9166°N,3.16631°E ca:C. de Sant Sebastià, 34                                                                               | bé cultural d'interès local                | Can Plaja                                                  | Modifica les dades a Wikidata |
|        | Can Plaja al carrer Sant Ramon               | Palafrugell            | casa                    | Estil: arquitectura eclèctica                                                               | 41° 54′ 52″ N, 3° 09′ 54″ E / 41.914424°N,3.165088°E | bé cultural d'interès local                | Casa al carrer de Sant Ramon, 7                            | Modifica les dades a Wikidata |
|        | Can Pol                                      | Palafrugell            | casa                    | Estil: neoclassicisme                                                                       | 41° 54′ 48″ N, 3° 10′ 41″ E / 41.913354°N,3.177936°E | bé cultural d'interès local                |                                                            | Modifica les dades a Wikidata |
|        | Can Rocas                                    | Palafrugell            | casa                    | Estil: neoclassicisme 19th century                                                          | 41° 55′ 05″ N, 3° 09′ 36″ E / 41.918074°N,3.160083°E ca:C. de Torres Jonama, 61 - c. Anselm Clavé, 59-63 61 msnm                                           | bé cultural d'interès local                | Can Rocas (Palafrugell)                                    | Modifica les dades a Wikidata |
|        | Can Roig                                     | Palafrugell            | casa                    |                                                                                             | 41° 54′ 25″ N, 3° 10′ 16″ E / 41.907057°N,3.171157°E | bé cultural d'interès local                |                                                            | Modifica les dades a Wikidata |
|        | Can Rosés                                    | Palafrugell            | casa                    |                                                                                             | 41° 55′ 02″ N, 3° 09′ 50″ E / 41.9172°N,3.16383°E ca:Carrer Major, 1-3 / plaça de l'Església, 8 / carrer d'en Vela, 1-5                                    | bé cultural d'interès local                | Can Rosés (Palafrugell)                                    | Modifica les dades a Wikidata |
|        | Can Sabrià                                   | Palafrugell            | casa                    | Estil: barroc 18th century                                                                  | 41° 55′ 49″ N, 3° 07′ 56″ E / 41.930199°N,3.132215°E ca:C. Irene Rocas, 15. Llofriu 63 msnm                                                                | bé cultural d'interès local                | Can Sabrià                                                 | Modifica les dades a Wikidata |
|        | Can Sagrera                                  | Palafrugell            | casa                    | Estil: neoclassicisme arquitectura popular 17th century                                     | 41° 54′ 57″ N, 3° 09′ 43″ E / 41.915714°N,3.161975°E ca:C. de la Font, 17-19 54 msnm                                                                       | bé cultural d'interès local                | Can Sagrera (Palafrugell)                                  | Modifica les dades a Wikidata |
|        | Can Torroella                                | Palafrugell            | casa                    | Estil: neoclassicisme                                                                       | 41° 54′ 59″ N, 3° 09′ 52″ E / 41.9163°N,3.16435°E | bé cultural d'interès local                | Can Torroella, Palafrugell                                 | Modifica les dades a Wikidata |
|        | Casa Auvignone                               | Palafrugell            | casa                    |                                                                                             | 41° 53′ 06″ N, 3° 10′ 53″ E / 41.885039°N,3.181265°E | bé cultural d'interès local                |                                                            | Modifica les dades a Wikidata |
|        | Casa Barti                                   | Palafrugell            | casa                    |                                                                                             | 41° 53′ 33″ N, 3° 10′ 45″ E / 41.892508°N,3.179263°E | bé cultural d'interès local                |                                                            | Modifica les dades a Wikidata |
|        | Casa Bech                                    | Palafrugell            | casa                    | Estil: noucentisme 20th century                                                             | 41° 55′ 06″ N, 3° 09′ 35″ E / 41.918211°N,3.159661°E ca:C. de Torres Jonama, 80-84 - c. de Girona, 46-50 64 msnm                                           | bé cultural d'interès local                | Casa Bech (Palafrugell)                                    | Modifica les dades a Wikidata |
|        | Casa Bofill                                  | Palafrugell            | casa                    | Estil: modernisme català arquitectura modernista                                            | 41° 55′ 00″ N, 3° 09′ 57″ E / 41.9166°N,3.16572°E | bé cultural d'interès local                | Casa Bofill, Palafrugell                                   | Modifica les dades a Wikidata |
|        | Casa Bravo                                   | Palafrugell            | casa                    | Estil: arquitectura popular                                                                 | 41° 53′ 40″ N, 3° 11′ 45″ E / 41.894384°N,3.195904°E | bé cultural d'interès local                | Casa Bravo                                                 | Modifica les dades a Wikidata |
|        | Casa Casadevall                              | Palafrugell            | casa                    | Estil: neoclassicisme                                                                       | 41° 54′ 57″ N, 3° 09′ 41″ E / 41.9157°N,3.16126°E ca:Carrer de la Font, 31                                                                                 | bé cultural d'interès local                | Casa Casadevall, Palafrugell                               | Modifica les dades a Wikidata |
|        | Casa Dalmau                                  | Palafrugell            | casa                    | Estil: noucentisme 20th century                                                             | 41° 55′ 06″ N, 3° 09′ 34″ E / 41.918216°N,3.159365°E ca:C. Torres Jonama, 86 - c. Girona, 49-51 64 msnm                                                    | bé cultural d'interès local                | Casa Dalmau (Palafrugell)                                  | Modifica les dades a Wikidata |
|        | Casa Genís                                   | Palafrugell            | casa                    | Estil: neoclassicisme 19th century                                                          | 41° 54′ 56″ N, 3° 09′ 53″ E / 41.915658°N,3.164606°E ca:C. de Cervantes, 1 - c. de les Botines, 32-34 56 msnm                                              | bé cultural d'interès local                | Casa Genís (Palafrugell)                                   | Modifica les dades a Wikidata |
|        | Casa Granés                                  | Palafrugell            | casa                    | Arquitecte: General Guitart i Lostaló Estil: arquitectura modernista arquitectura eclèctica | 41° 54′ 58″ N, 3° 09′ 48″ E / 41.916°N,3.16343°E | bé cultural d'interès local                | Casa Granés                                                | Modifica les dades a Wikidata |
|        | Casa Guerin                                  | Palafrugell            | casa                    |                                                                                             | 41° 53′ 18″ N, 3° 11′ 10″ E / 41.888294°N,3.186242°E | bé cultural d'interès local                |                                                            | Modifica les dades a Wikidata |
|        | Casa Joanola                                 | Palafrugell            | casa                    | Estil: arquitectura barroca arquitectura popular 18th century                               | 41° 54′ 57″ N, 3° 09′ 42″ E / 41.915816°N,3.161697°E ca:C. de la Font, 38 54 msnm                                                                          | bé cultural d'interès local                | Casa Joanola (Palafrugell)                                 | Modifica les dades a Wikidata |
|        | Casa La Previsió Obrera                      | Palafrugell            | casa                    | Estil: neoclassicisme 19th century                                                          | 41° 54′ 57″ N, 3° 09′ 51″ E / 41.915722°N,3.16428°E ca:C. de les Botines, 26 57 msnm                                                                       | bé cultural d'interès local                | Casa La Previsió Obrera                                    | Modifica les dades a Wikidata |
|        | Casa Marcó                                   | Palafrugell            | casa                    | Estil: arquitectura neoclàssica 19th century                                                | 41° 54′ 57″ N, 3° 09′ 44″ E / 41.915733°N,3.162174°E ca:C. de la Font, 15 54 msnm                                                                          | bé cultural d'interès local                | Casa Marcó (Palafrugell)                                   | Modifica les dades a Wikidata |
|        | Casa Medir                                   | Palafrugell            | casa                    |                                                                                             | 41° 55′ 05″ N, 3° 12′ 33″ E / 41.917967°N,3.209072°E | bé cultural d'interès local                |                                                            | Modifica les dades a Wikidata |
|        | Casa Miquel, Vincke i Meyer                  | Palafrugell            | casa                    | Arquitecte: General Guitart i Lostaló Estil: arquitectura eclèctica                         | 41° 55′ 06″ N, 3° 09′ 59″ E / 41.9182°N,3.16642°E ca:Garriga, 22 i Miquel, Vincke i Meyer, 2-10                                                            | bé cultural d'interès local                | Casa Miquel, Vincke i Meyer                                | Modifica les dades a Wikidata |
|        | Casa Petin                                   | Palafrugell            | casa                    |                                                                                             | 41° 53′ 02″ N, 3° 10′ 46″ E / 41.883771°N,3.17957°E | bé cultural d'interès local                |                                                            | Modifica les dades a Wikidata |
|        | Casa Peya                                    | Palafrugell            | casa                    | Arquitecte: Pelai Martínez i Paricio Estil: noucentisme                                     | 41° 55′ 04″ N, 3° 09′ 47″ E / 41.9178°N,3.16314°E ca:Carrer de Cavallers, 2                                                                                | bé cultural d'interès local                | Casa Peya                                                  | Modifica les dades a Wikidata |
|        | Casa Piriú                                   | Palafrugell            | casa                    |                                                                                             | 41° 53′ 34″ N, 3° 11′ 56″ E / 41.892726°N,3.19888°E | bé cultural d'interès local                |                                                            | Modifica les dades a Wikidata |
|        | Casa Plaja                                   | Palafrugell            | casa                    | Estil: noucentisme                                                                          | 41° 53′ 38″ N, 3° 11′ 36″ E / 41.893758°N,3.193274°E | bé cultural d'interès local                |                                                            | Modifica les dades a Wikidata |
|        | Casa Ponland                                 | Palafrugell            | casa                    | Estil: barroc                                                                               | 41° 54′ 59″ N, 3° 09′ 45″ E / 41.9165°N,3.16243°E | bé cultural d'interès local                | Casa Ponland                                               | Modifica les dades a Wikidata |
|        | Casa Puig                                    | Palafrugell            | casa                    | Estil: arquitectura eclèctica                                                               | 41° 55′ 04″ N, 3° 09′ 50″ E / 41.9178°N,3.16402°E | bé cultural d'interès local                | Casa Puig, Palafrugell                                     | Modifica les dades a Wikidata |
|        | Casa Rosa                                    | Llafranc               | casa                    | Estil: arquitectura eclèctica                                                               | 41° 53′ 40″ N, 3° 11′ 34″ E / 41.894523°N,3.192893°E ca:Monturiol, 22                                                                                      | bé cultural d'interès local                | Casa Rosa de Llafranc                                      | Modifica les dades a Wikidata |
|        | Casa Vila                                    | Palafrugell            | casa                    | Arquitecte: Raimon Duran i Reynals Estil: academicisme                                      | 41° 53′ 21″ N, 3° 11′ 21″ E / 41.889048°N,3.189304°E | bé cultural d'interès local                | Casa Vila de Calella de Palafrugell                        | Modifica les dades a Wikidata |
|        | Casa del Sometent                            | Palafrugell            | casa                    |                                                                                             | 41° 55′ 03″ N, 3° 09′ 50″ E / 41.917564°N,3.163793°E | bé cultural d'interès local                |                                                            | Modifica les dades a Wikidata |
|        | Casa i Fàbrica Esteva Calo                   | Palafrugell            | casa                    | Estil: arquitectura popular 19th century                                                    | 41° 54′ 56″ N, 3° 09′ 49″ E / 41.91543°N,3.163646°E ca:C. Progrés, 1-5 - c. Serra i Avellí - c. Botines, 2 - c. Progrés, 7-17 - c. Cervantes, 8-10 54 msnm | bé cultural d'interès local                | Casa i Fàbrica Esteva Calo                                 | Modifica les dades a Wikidata |
|        | Cases Esteva                                 | Palafrugell            | casa                    | Estil: arquitectura modernista                                                              | 41° 55′ 07″ N, 3° 09′ 53″ E / 41.9185°N,3.16472°E ca:Carrer de Pi i Margall, 41, 43, 45 i 47                                                               | bé cultural d'interès local                | Cases Esteva                                               | Modifica les dades a Wikidata |
|        | casa Bertran                                 | Palafrugell            | casa                    | Arquitecte: Raimon Duran i Reynals Estil: academicisme 1930                                 | 41° 53′ 22″ N, 3° 11′ 19″ E / 41.889475°N,3.188744°E ca:Pg. de la Torre, 5-7, Calella 18 msnm                                                              | bé cultural d'interès local                | Casa Bertran (Palafrugell)                                 | Modifica les dades a Wikidata |
|        | casa Sagrera                                 | Palafrugell            | casa                    | Estil: arquitectura eclèctica 19th century                                                  | 41° 53′ 20″ N, 3° 11′ 15″ E / 41.888935°N,3.187466°E ca:pg. del Canadell, 17, Calella 6 msnm                                                               | bé cultural d'interès local                | Casa Sagrera (Palafrugell)                                 | Modifica les dades a Wikidata |
|        | casa Serra                                   | Palafrugell            | casa                    | Estil: arquitectura neoclàssica 1891                                                        | 41° 55′ 04″ N, 3° 09′ 52″ E / 41.917789°N,3.16453°E ca:C. dels Valls, 6 63 msnm                                                                            | bé cultural d'interès local                | Casa Serra (Palafrugell)                                   | Modifica les dades a Wikidata |
|        | casa al carrer Bofill i Codina, 1            | Palafrugell            | casa                    | Estil: neoclassicisme                                                                       | 41° 53′ 19″ N, 3° 11′ 06″ E / 41.888692°N,3.184984°E | bé cultural d'interès local                |                                                            | Modifica les dades a Wikidata |
|        | casa al carrer Garriga, 8                    | Palafrugell            | casa                    | Estil: modernisme català 20th century                                                       | 41° 55′ 04″ N, 3° 09′ 59″ E / 41.917718°N,3.166461°E ca:C. Garriga, 8 68 msnm                                                                              | bé cultural d'interès local                | Casa al carrer de la Garriga, 8 (Palafrugell)              | Modifica les dades a Wikidata |
|        | casa al carrer Nou, 7-9                      | Palafrugell            | casa                    | Estil: neoclassicisme                                                                       | 41° 55′ 02″ N, 3° 09′ 43″ E / 41.917093°N,3.161872°E | bé cultural d'interès local                |                                                            | Modifica les dades a Wikidata |
|        | casa al carrer Pi i Margall, 46              | Palafrugell            | casa                    |                                                                                             | 41° 55′ 08″ N, 3° 09′ 54″ E / 41.918997°N,3.164904°E | bé cultural d'interès local                |                                                            | Modifica les dades a Wikidata |
|        | casa al carrer Raval Inferior, 14            | Palafrugell            | casa                    | Estil: Renaixement                                                                          | 41° 54′ 57″ N, 3° 09′ 46″ E / 41.915855°N,3.1628°E | bé integrant del patrimoni cultural català | Casa al Raval Inferior, 14                                 | Modifica les dades a Wikidata |
|        | casa al carrer Sant Sebastià, 36             | Palafrugell            | casa                    | Estil: neoclassicisme 19th century                                                          | 41° 55′ 00″ N, 3° 09′ 59″ E / 41.916552°N,3.166451°E ca:C. Sant Sebastià, 36 60 msnm                                                                       | bé cultural d'interès local                | Casa al carrer de Sant Sebastià, 36 (Palafrugell)          | Modifica les dades a Wikidata |
|        | casa al carrer de Chopitea, 10               | Palafrugell            | casa                    | Estil: arquitectura popular                                                                 | 41° 53′ 22″ N, 3° 11′ 04″ E / 41.889448°N,3.184508°E | bé cultural d'interès local                |                                                            | Modifica les dades a Wikidata |
|        | casa al carrer de Pals, 38-50                | Palafrugell            | casa                    | Estil: arquitectura popular                                                                 | 41° 55′ 12″ N, 3° 09′ 45″ E / 41.91987°N,3.162423°E | bé cultural d'interès local                |                                                            | Modifica les dades a Wikidata |
|        | casa al carrer de la Caritat, 54             | Palafrugell            | casa                    | 19th century                                                                                | 41° 55′ 00″ N, 3° 09′ 44″ E / 41.91676°N,3.162317°E ca:C. de la Caritat, 54 58 msnm                                                                        | bé cultural d'interès local                | Casa al carrer de la Caritat, 54 (Palafrugell)             | Modifica les dades a Wikidata |
|        | casa al passeig del Canadell, 1              | Palafrugell            | casa                    | 19th century                                                                                | 41° 53′ 19″ N, 3° 11′ 12″ E / 41.888737°N,3.186655°E ca:Pg. del Canadell, 1 - c. de Vilaamil, 4 - c. de Pirroig, 28 9 msnm                                 | bé cultural d'interès local                | Casa al passeig del Canadell, 1 (Palafrugell)              | Modifica les dades a Wikidata |
|        | casa i jardí d'Eduard Rosa                   | Calella de Palafrugell | casa jardí              | Estil: academicisme                                                                         | 41° 53′ 30″ N, 3° 10′ 52″ E / 41.891721°N,3.181218°E ca:Av. Antoni J. Rovira, 12                                                                           | bé cultural d'interès local                | Casa i jardí d'Eduard Rosa                                 | Modifica les dades a Wikidata |
|        | casa unifamiliar al carrer de Sant Ramon, 5  | Palafrugell            | casa                    | Estil: arquitectura eclèctica                                                               | 41° 54′ 52″ N, 3° 09′ 54″ E / 41.914491°N,3.165101°E | bé cultural d'interès local                | Casa al carrer de Sant Ramon, 5                            | Modifica les dades a Wikidata |
|        | cases al carrer Sant Sebastià, 18, 20-24, 26 | Palafrugell            | casa                    | 18th century                                                                                | 41° 55′ 00″ N, 3° 09′ 57″ E / 41.916582°N,3.165947°E ca:C. Sant Sebastià, 18, 20-24, 26 60 msnm                                                            | bé cultural d'interès local                | Cases al carrer Sant Sebastià, 18, 20-24, 26 (Palafrugell) | Modifica les dades a Wikidata |
|        | cases al carrer Torres Jonama, 93 i 95       | Palafrugell            | casa                    | Estil: arquitectura eclèctica modernisme català 20th century                                | 41° 55′ 05″ N, 3° 09′ 29″ E / 41.917957°N,3.158143°E ca:C. Torres Jonama, 93-95 62 msnm                                                                    | bé cultural d'interès local                | Cases al carrer Torres Jonama, 93 i 95 (Palafrugell)       | Modifica les dades a Wikidata |
|        | cases carrer de la Font, 12-14               | Palafrugell            | casa                    |                                                                                             | 41° 54′ 57″ N, 3° 09′ 47″ E / 41.915866°N,3.163005°E | bé cultural d'interès local                |                                                            | Modifica les dades a Wikidata |
|        | edifici d'habitatges al carrer Cavallers, 54 | Palafrugell            | casa                    |                                                                                             | 41° 54′ 59″ N, 3° 09′ 51″ E / 41.916511°N,3.164038°E | bé integrant del patrimoni cultural català | Edifici al carrer Cavallers, 54 (Palafrugell)              | Modifica les dades a Wikidata |
|        | la Barandilla                                | Calella de Palafrugell | casa conjunt d'edificis | Estil: arquitectura popular                                                                 | 41° 53′ 17″ N, 3° 10′ 59″ E / 41.888147°N,3.183143°E ca:Francesc Estrabau, 12-20                                                                           | bé cultural d'interès local                |                                                            | Modifica les dades a Wikidata |
|        | la Marineda                                  | Palafrugell            | casa                    | Estil: arquitectura eclèctica                                                               | 41° 53′ 26″ N, 3° 11′ 31″ E / 41.890646°N,3.191834°E | bé cultural d'interès local                | La Marineda                                                | Modifica les dades a Wikidata |
|        | la Musclera                                  | Palafrugell Tamariu    | casa                    |                                                                                             | 41° 54′ 36″ N, 3° 12′ 26″ E / 41.9099598628502°N,3.20717606881654°E ca:Perica, 133-137 / Ctra. de Tamariu                                                  | bé cultural d'interès local                |                                                            | Modifica les dades a Wikidata |

## cementiri
| imatge | Nom                                 | Ubicat a    | instància de | Detalls                                                           | coordenades                                          | Protecció                   | Commons (més fotos)  | Dades a WD                    |
| ------ | ----------------------------------- | ----------- | ------------ | ----------------------------------------------------------------- | ---------------------------------------------------- | --------------------------- | -------------------- | ----------------------------- |
|        | cementiri de Calella de Palafrugell | Palafrugell | cementiri    | Estil: arquitectura eclèctica                                     | 41° 53′ 40″ N, 3° 10′ 54″ E / 41.894419°N,3.181747°E | bé cultural d'interès local |                      | Modifica les dades a Wikidata |
|        | cementiri de Llofriu                | Palafrugell | cementiri    | Estil: neoclassicisme                                             | 41° 56′ 02″ N, 3° 08′ 29″ E / 41.933975°N,3.141401°E | bé cultural d'interès local |                      | Modifica les dades a Wikidata |
|        | cementiri municipal de Palafrugell  | Palafrugell | cementiri    | Arquitecte: Martí Sureda i Deulovol Estil: arquitectura eclèctica | 41° 55′ 07″ N, 3° 08′ 52″ E / 41.9187°N,3.1479°E     | bé cultural d'interès local | Palafrugell Cemetery | Modifica les dades a Wikidata |

## cova
| imatge | Nom                | Ubicat a    | instància de | Detalls | coordenades                                                         | Protecció | Commons (més fotos) | Dades a WD                    |
| ------ | ------------------ | ----------- | ------------ | ------- | ------------------------------------------------------------------- | --------- | ------------------- | ----------------------------- |
|        | cova de ses Ànimes | Palafrugell | cova         |         | 41° 55′ 31″ N, 3° 13′ 00″ E / 41.9254068650774°N,3.21674188105302°E |           |                     | Modifica les dades a Wikidata |
|        | cova del Tabac     | Palafrugell | cova         |         | 41° 54′ 06″ N, 3° 12′ 33″ E / 41.9016881421366°N,3.2090903727234°E  |           |                     | Modifica les dades a Wikidata |

## dolmen
| imatge | Nom                              | Ubicat a    | instància de | Detalls | coordenades                                                         | Protecció                   | Commons (més fotos)              | Dades a WD                    |
| ------ | -------------------------------- | ----------- | ------------ | ------- | ------------------------------------------------------------------- | --------------------------- | -------------------------------- | ----------------------------- |
|        | Dòlmens de Can Mina              | Palafrugell | dolmen       |         | 41° 54′ 08″ N, 3° 11′ 34″ E / 41.9022029079176°N,3.19286430717422°E |                             |                                  | Modifica les dades a Wikidata |
|        | dolmen de Can Mina dels Torrents | Palafrugell | dolmen       |         | 41° 54′ 12″ N, 3° 11′ 27″ E / 41.903347°N,3.190725°E 52 msnm        | bé cultural d'interès local | Dolmen de Can Mina dels Torrents | Modifica les dades a Wikidata |

## edifici
| imatge | Nom                                              | Ubicat a               | instància de                             | Detalls                                                                            | coordenades | Protecció                   | Commons (més fotos)                                 | Dades a WD                    |
| ------ | ------------------------------------------------ | ---------------------- | ---------------------------------------- | ---------------------------------------------------------------------------------- | --- | --------------------------- | --------------------------------------------------- | ----------------------------- |
|        | Aparador de l'antiga papereria Ribas             | Palafrugell            | edifici                                  | Estil: modernisme català 20th century                                              | 41° 55′ 01″ N, 3° 09′ 53″ E / 41.917051°N,3.164718°E ca:C. de Pi i Margall, 9 62 msnm                                             | bé cultural d'interès local | Aparador de l'antiga papereria Ribas                | Modifica les dades a Wikidata |
|        | Apartaments Goig                                 | Palafrugell            | edifici                                  |                                                                                    | 41° 53′ 03″ N, 3° 10′ 49″ E / 41.884261°N,3.180237°E                                                                              | bé cultural d'interès local |                                                     | Modifica les dades a Wikidata |
|        | Banys d'en Caixa                                 | Calella de Palafrugell | edifici                                  | 19th century                                                                       | 41° 53′ 12″ N, 3° 10′ 56″ E / 41.886741°N,3.182275°E ca:Canyers, 1                                                                | bé cultural d'interès local | Banys d'en Caixa                                    | Modifica les dades a Wikidata |
|        | Bullidors                                        | Palafrugell            | edifici                                  | 19th century                                                                       | 41° 54′ 49″ N, 3° 09′ 59″ E / 41.91353°N,3.16625°E ca:Camí Fondo, 37-41 43 msnm                                                   | bé cultural d'interès local | Bullidors de suro de Can Ferrer                     | Modifica les dades a Wikidata |
|        | Can Dionís                                       | Palafrugell            | edifici                                  |                                                                                    | 41° 55′ 53″ N, 3° 07′ 45″ E / 41.9314382774725°N,3.12910934433321°E                                                               |                             |                                                     | Modifica les dades a Wikidata |
|        | Can Llausàs                                      | Palafrugell            | edifici masia                            |                                                                                    | 41° 55′ 25″ N, 3° 08′ 06″ E / 41.9235776587185°N,3.13494274247173°E                                                               |                             |                                                     | Modifica les dades a Wikidata |
|        | Can Sagrera                                      | Palafrugell            | edifici                                  | 20th century                                                                       | 41° 55′ 07″ N, 3° 09′ 28″ E / 41.918744°N,3.157695°E ca:C. de Marçal de la Trinxeria, 36-46 - c. de Torroella, 52-64 61 msnm      | bé cultural d'interès local |                                                     | Modifica les dades a Wikidata |
|        | Casa Andress                                     | Palafrugell            | edifici                                  |                                                                                    | 41° 52′ 49″ N, 3° 10′ 44″ E / 41.880202°N,3.178875°E                                                                              | bé cultural d'interès local |                                                     | Modifica les dades a Wikidata |
|        | Casa Castanera                                   | Palafrugell            | edifici                                  | Arquitecte: Antoni Bonet i Castellana                                              | 41° 52′ 52″ N, 3° 10′ 49″ E / 41.8812°N,3.1802°E ca:carrer del Golfet 6, 17200 Palafrugell                                        |                             |                                                     | Modifica les dades a Wikidata |
|        | Casal Popular                                    | Palafrugell            | edifici                                  | Estil: noucentisme                                                                 | 41° 54′ 59″ N, 3° 09′ 45″ E / 41.9164°N,3.16237°E ca:Carrer de la Caritat, 66                                                     | bé cultural d'interès local | Casal Popular, Palafrugell                          | Modifica les dades a Wikidata |
|        | Centre Fraternal                                 | Palafrugell            | edifici                                  | Arquitecte: Martí Sureda i Deulovol Estil: arquitectura neoclàssica 1887           | 41° 54′ 59″ N, 3° 09′ 53″ E / 41.91638889°N,3.16472222°E ca:Plaça Nova, 4                                                         | bé cultural d'interès local | Centre Fraternal, Palafrugell                       | Modifica les dades a Wikidata |
|        | Cercle Mercantil                                 | Palafrugell            | edifici organització sense ànim de lucre | Estil: neoclassicisme                                                              | 41° 54′ 59″ N, 3° 09′ 53″ E / 41.9164°N,3.16485°E                                                                                 | bé cultural d'interès local | Cercle Mercantil de Palafrugell                     | Modifica les dades a Wikidata |
|        | Col·legi de Santa Teresa                         | Palafrugell            | edifici                                  |                                                                                    | 41° 55′ 01″ N, 3° 09′ 44″ E / 41.9169°N,3.16234°E                                                                                 | bé cultural d'interès local | Col·legi de Santa Teresa                            | Modifica les dades a Wikidata |
|        | Conjunt Monumental de Sant Sebastià de la Guarda | Palafrugell            | edifici                                  |                                                                                    | 41° 53′ 50″ N, 3° 12′ 10″ E / 41.897118°N,3.202877°E                                                                              |                             |                                                     | Modifica les dades a Wikidata |
|        | Farmàcia J. Sunyer                               | Palafrugell            | edifici                                  | Estil: modernisme català 19th century                                              | 41° 54′ 59″ N, 3° 09′ 49″ E / 41.916477°N,3.163713°E ca:C. Cavallers, 46 - Raval inferior, 2 60 msnm                              | bé cultural d'interès local | Farmàcia J. Sunyer                                  | Modifica les dades a Wikidata |
|        | Fonda l'Estrella                                 | Palafrugell            | edifici                                  |                                                                                    | 41° 54′ 59″ N, 3° 09′ 45″ E / 41.916407°N,3.162519°E ca:Carrer de la Caritat, 61 / Carrer de les Quatre Cases, 13-19              | bé cultural d'interès local | Fonda l'Estrella, Palafrugell                       | Modifica les dades a Wikidata |
|        | Fàbrica Gallart                                  | Palafrugell            | edifici                                  | 19th century                                                                       | 41° 54′ 56″ N, 3° 09′ 56″ E / 41.915677°N,3.165423°E ca:C. de les Botines, 44 - c. de l'Hortal d'en Pou, 2 57 msnm                | bé cultural d'interès local | Fàbrica Gallart (Palafrugell)                       | Modifica les dades a Wikidata |
|        | Fàbrica Vigas                                    | Palafrugell            | edifici                                  |                                                                                    | 41° 55′ 03″ N, 3° 09′ 35″ E / 41.917458°N,3.159721°E ca:Carre de Girona, 28-36 / carrer d'Anselm Clavé, 49-53 / carrer Nou, 46-50 | bé cultural d'interès local |                                                     | Modifica les dades a Wikidata |
|        | Fàbrica al carrer Sant Sebastià, 9               | Palafrugell            | edifici                                  | Estil: arquitectura popular 19th century                                           | 41° 55′ 00″ N, 3° 09′ 55″ E / 41.916652°N,3.165398°E ca:C. Sant Sebastià, 9 50 msnm                                               | bé cultural d'interès local | Fàbrica al carrer de Sant Sebastià, 9 (Palafrugell) | Modifica les dades a Wikidata |
|        | Fàbrica al carrer del Vilar, 80                  | Palafrugell            | edifici                                  | Estil: arquitectura popular 19th century                                           | 41° 54′ 58″ N, 3° 09′ 33″ E / 41.91613°N,3.159146°E ca:C. del Vilar, 80 - c. de Girona, 1-7 59 msnm                               | bé cultural d'interès local | Fàbrica al carrer del Vilar, 80 (Palafrugell)       | Modifica les dades a Wikidata |
|        | Hospital Municipal de Palafrugell                | Palafrugell            | edifici                                  |                                                                                    | 41° 54′ 57″ N, 3° 09′ 48″ E / 41.9159°N,3.1633°E                                                                                  | bé cultural d'interès local | Hospital Municipal de Palafrugell                   | Modifica les dades a Wikidata |
|        | Llar de Nostra Senyora de Montserrat             | Palafrugell            | edifici                                  | Estil: arquitectura neoclàssica arquitectura eclèctica                             | 41° 55′ 10″ N, 3° 09′ 48″ E / 41.919465°N,3.163261°E                                                                              | bé cultural d'interès local |                                                     | Modifica les dades a Wikidata |
|        | Sa Perola                                        | Calella de Palafrugell | edifici                                  | 19th century                                                                       | 41° 53′ 19″ N, 3° 11′ 05″ E / 41.88868°N,3.1847°E ca:Voltes, 6 5 msnm                                                             | bé cultural d'interès local | Sa Perola                                           | Modifica les dades a Wikidata |
|        | Salí de Calella                                  | Palafrugell            | edifici                                  | Estil: arquitectura popular                                                        | 41° 53′ 20″ N, 3° 11′ 07″ E / 41.888965°N,3.18533°E                                                                               | bé cultural d'interès local |                                                     | Modifica les dades a Wikidata |
|        | Salí de Tamariu                                  | Palafrugell            | edifici                                  | Estil: arquitectura popular                                                        | 41° 55′ 04″ N, 3° 12′ 25″ E / 41.917695°N,3.206961°E                                                                              | bé cultural d'interès local |                                                     | Modifica les dades a Wikidata |
|        | antic Museu del Suro de Palafrugell              | Palafrugell            | edifici                                  | Arquitecte: Emili Blanch i Roig Estil: racionalisme arquitectònic 1934             | 41° 55′ 03″ N, 3° 09′ 58″ E / 41.917368°N,3.166195°E ca:C. de la Tarongeta, 27-31 - c. Garriga 62 msnm                            | bé cultural d'interès local | Antic Museu del Suro de Palafrugell                 | Modifica les dades a Wikidata |
|        | antigues Escoles Públiques                       | Palafrugell            | edifici                                  | Arquitecte: Isidre Bosch i Batallé Estil: arquitectura modernista 20th century     | 41° 55′ 05″ N, 3° 09′ 29″ E / 41.918114°N,3.157972°E ca:Carrer de Torres Jonama, 112 61 msnm                                      | bé cultural d'interès local | Antigues escoles públiques de Palafrugell           | Modifica les dades a Wikidata |
|        | cases de les Escales de Garbí i plaça Marinada   | Palafrugell            | edifici                                  | Estil: noucentisme                                                                 | 41° 53′ 33″ N, 3° 11′ 32″ E / 41.892621°N,3.192334°E                                                                              | bé cultural d'interès local | Cases de les Escales de Garbí i plaça Marinada      | Modifica les dades a Wikidata |
|        | edifici de l'Escola Torres Jonama                | Palafrugell            | edifici                                  | Estil: racionalisme arquitectònic 20th century                                     | 41° 54′ 49″ N, 3° 10′ 00″ E / 41.91365°N,3.166539°E ca:C. de les Escoles - camí Fondo 49 msnm                                     | bé cultural d'interès local | Col·legi Públic Torres Jonama                       | Modifica les dades a Wikidata |
|        | escorxador municipal de Palafrugell              | Palafrugell            | edifici escorxador                       | Arquitecte: Isidre Bosch i Batallé Estil: modernisme català arquitectura eclèctica | 41° 55′ 08″ N, 3° 09′ 08″ E / 41.9188°N,3.15228°E                                                                                 | bé cultural d'interès local | Escorxador de Palafrugell                           | Modifica les dades a Wikidata |
|        | l'Energia                                        | Palafrugell            | edifici                                  | Arquitecte: Pere Domènech i Roura Estil: arquitectura eclèctica modernisme català  | 41° 55′ 19″ N, 3° 09′ 56″ E / 41.921901°N,3.165524°E                                                                              | bé cultural d'interès local |                                                     | Modifica les dades a Wikidata |
|        | mercat cobert de Palafrugell                     | Palafrugell            | edifici mercat cobert                    | Arquitecte: Martí Sureda i Deulovol Estil: arquitectura eclèctica                  | 41° 55′ 02″ N, 3° 09′ 53″ E / 41.9173°N,3.16476°E                                                                                 | bé cultural d'interès local | Mercat de Palafrugell                               | Modifica les dades a Wikidata |

## edifici industrial
| imatge | Nom         | Ubicat a    | instància de               | Detalls                                                                                    | coordenades                                                                 | Protecció                   | Commons (més fotos) | Dades a WD                    |
| ------ | ----------- | ----------- | -------------------------- | ------------------------------------------------------------------------------------------ | --------------------------------------------------------------------------- | --------------------------- | ------------------- | ----------------------------- |
|        | Bòbila Nova | Palafrugell | edifici industrial         | Estat: enderrocat o destruït                                                               | 41° 55′ 17″ N, 3° 10′ 04″ E / 41.921383°N,3.167903°E ca:Carrer del Terme    |                             | Bòbila Nova         | Modifica les dades a Wikidata |
|        | Can Mario   | Palafrugell | edifici industrial recinte | Arquitecte: General Guitart i Lostaló Estil: modernisme català arquitectura eclèctica 1904 | 41° 55′ 06″ N, 3° 09′ 56″ E / 41.918463°N,3.165586°E ca:Pi i Margall, 26-28 | bé cultural d'interès local | Can Mario           | Modifica les dades a Wikidata |

## entitat singular de població
| imatge | Nom                    | Ubicat a    | instància de                                                                   | Detalls                     | coordenades                                                                           | Protecció | Commons (més fotos)           | Dades a WD                    |
| ------ | ---------------------- | ----------- | ------------------------------------------------------------------------------ | --------------------------- | ------------------------------------------------------------------------------------- | --------- | ----------------------------- | ----------------------------- |
|        | Calella de Palafrugell | Palafrugell | entitat singular de població                                                   | 666 hab                     | 41° 53′ 16″ N, 3° 11′ 00″ E / 41.88777778°N,3.18333333°E 10 msnm                      |           | Calella de Palafrugell        | Modifica les dades a Wikidata |
|        | Ermedàs                | Palafrugell | entitat singular de població                                                   | 45 hab                      | 41° 53′ 43″ N, 3° 09′ 55″ E / 41.895339°N,3.165208°E 40 msnm                          |           | Ermedàs, Palafrugell          | Modifica les dades a Wikidata |
|        | Llafranc               | Palafrugell | entitat singular de població                                                   | 322 hab Superfície: 85km²   | 41° 53′ 38″ N, 3° 11′ 39″ E / 41.8938266°N,3.194168°E ca:Ctra. GIV-6546, km 2 26 msnm |           | Llafranc                      | Modifica les dades a Wikidata |
|        | Llofriu                | Palafrugell | entitat singular de població ens local històric de Catalunya                   | 287 hab Superfície: 7.54km² | 41° 55′ 59″ N, 3° 07′ 59″ E / 41.933055555556°N,3.1330555555556°E 69 msnm             |           | Llofriu                       | Modifica les dades a Wikidata |
|        | Palafrugell            | Palafrugell | entitat singular de població ens local històric de Catalunya capital municipal | 22373 hab                   | 41° 55′ 03″ N, 3° 09′ 47″ E / 41.91738°N,3.1631°E 62 msnm                             |           |                               | Modifica les dades a Wikidata |
|        | Santa Margarida        | Palafrugell | entitat singular de població                                                   | 35 hab                      | 41° 54′ 26″ N, 3° 10′ 17″ E / 41.907169°N,3.171386°E 48 msnm                          |           | Santa Margarida (Palafrugell) | Modifica les dades a Wikidata |
|        | Tamariu                | Palafrugell | entitat singular de població                                                   | 299 hab                     | 41° 55′ N, 3° 13′ E / 41.92°N,3.21°E 4 msnm                                           |           | Tamariu                       | Modifica les dades a Wikidata |
|        | el Bruguerol           | Palafrugell | entitat singular de població                                                   | 182 hab                     | 41° 54′ 54″ N, 3° 10′ 28″ E / 41.915067°N,3.174453°E 56 msnm                          |           | El Bruguerol                  | Modifica les dades a Wikidata |
|        | la Vessana             | Palafrugell | entitat singular de població                                                   | 36 hab                      | 41° 55′ 27″ N, 3° 11′ 13″ E / 41.924045°N,3.186855°E 66 msnm                          |           |                               | Modifica les dades a Wikidata |

## església
| imatge | Nom                                                              | Ubicat a    | instància de    | Detalls                                 | coordenades                                                                                          | Protecció                                  | Commons (més fotos)                      | Dades a WD                    |
| ------ | ---------------------------------------------------------------- | ----------- | --------------- | --------------------------------------- | --- | ------------------------------------------ | ---------------------------------------- | ----------------------------- |
|        | Sant Fruitós de Llofriu                                          | Palafrugell | església        |                                         | 41° 55′ 50″ N, 3° 07′ 55″ E / 41.9305°N,3.13203°E                                                    | bé cultural d'interès local                | Sant Fruitós de Llofriu                  | Modifica les dades a Wikidata |
|        | Sant Martí de Palafrugell                                        | Palafrugell | església        | Estil: gòtic tardà arquitectura barroca | 41° 55′ 02″ N, 3° 09′ 50″ E / 41.917283°N,3.16394°E ca:Pl. de l'Església, 7                          | bé cultural d'interès local                | Sant Martí de Palafrugell                | Modifica les dades a Wikidata |
|        | Sant Pere de Calella de Palafrugell                              | Palafrugell | església        | Estil: historicisme arquitectònic       | 41° 53′ 23″ N, 3° 11′ 08″ E / 41.8896°N,3.18569°E                                                    | bé cultural d'interès local                | Sant Pere de Calella de Palafrugell      | Modifica les dades a Wikidata |
|        | Sant Ramon d'Ermedàs                                             | Ermedàs     | església        | Estil: arquitectura popular             | 41° 53′ 40″ N, 3° 09′ 49″ E / 41.8944°N,3.16362°E ca:A l'esquerra del camí de Palafrugell a Ermedàs. | bé cultural d'interès local                | Sant Ramon d'Ermedàs                     | Modifica les dades a Wikidata |
|        | Santa Margarida de Vilarnau                                      | Palafrugell | església        |                                         | 41° 54′ 26″ N, 3° 10′ 18″ E / 41.907237°N,3.171661°E                                                 | bé cultural d'interès local                |                                          | Modifica les dades a Wikidata |
|        | Santa Rosa de Lima                                               | Palafrugell | església        |                                         | 41° 53′ 43″ N, 3° 11′ 46″ E / 41.895208096709°N,3.19612221060182°E                                   |                                            |                                          | Modifica les dades a Wikidata |
|        | Santa Rosa de Llafranc                                           | Palafrugell | església        | Estil: historicisme arquitectònic       | 41° 53′ 41″ N, 3° 11′ 40″ E / 41.8946°N,3.19433°E                                                    | bé cultural d'interès local                | Església de Santa Rosa de Lima, Llafranc | Modifica les dades a Wikidata |
|        | capella de Sant Ponç i Santa Margarida                           | Palafrugell | església        |                                         | |                                            |                                          | Modifica les dades a Wikidata |
|        | ermita de Sant Sebastià de la Guarda                             | Palafrugell | església ermita | Estil: arquitectura barroca             | 41° 53′ 50″ N, 3° 12′ 09″ E / 41.8972°N,3.20255°E                                                    | bé integrant del patrimoni cultural català | Ermita de Sant Sebastià de la Guarda     | Modifica les dades a Wikidata |
|        | església de sant Cosme i sant Damià de l'Hospital de Palafrugell | Palafrugell | església        |                                         | Hospital Municipal de Palafrugell                                                                    |                                            |                                          | Modifica les dades a Wikidata |
|        | església del cementiri de Palafrugell                            | Palafrugell | església        |                                         | cementiri municipal de Palafrugell                                                                   |                                            |                                          | Modifica les dades a Wikidata |
|        | església dels Dolors                                             | Palafrugell | església        | Estil: barroc                           | 41° 54′ 57″ N, 3° 09′ 47″ E / 41.9158°N,3.16302°E                                                    | bé integrant del patrimoni cultural català | Església dels Dolors de Palafrugell      | Modifica les dades a Wikidata |

## estructura arquitectònica
| imatge | Nom                                           | Ubicat a               | instància de              | Detalls                     | coordenades                                                                       | Protecció                   | Commons (més fotos) | Dades a WD                    |
| ------ | --------------------------------------------- | ---------------------- | ------------------------- | --------------------------- | --------------------------------------------------------------------------------- | --------------------------- | ------------------- | ----------------------------- |
|        | Guarda bots al carrer Francesc Estrabau, 2-6  | Palafrugell            | estructura arquitectònica | Estil: arquitectura popular | 41° 53′ 18″ N, 3° 11′ 00″ E / 41.888257°N,3.183359°E ca:Francesc Estrabau, 2-6    | bé cultural d'interès local |                     | Modifica les dades a Wikidata |
|        | Guarda bots al carrer Francesc Estrabau, 3    | Calella de Palafrugell | estructura arquitectònica | Estil: arquitectura popular | 41° 53′ 17″ N, 3° 11′ 01″ E / 41.888111°N,3.183697°E ca:Francesc Estrabau, 3      | bé cultural d'interès local |                     | Modifica les dades a Wikidata |
|        | Guarda bots al carrer Francesc Estrabau, 5-35 | Calella de Palafrugell | estructura arquitectònica | Estil: arquitectura popular | 41° 53′ 15″ N, 3° 10′ 57″ E / 41.88751°N,3.182369°E ca:Francesc Estrabau, 5-35    | bé cultural d'interès local |                     | Modifica les dades a Wikidata |
|        | Guarda bots al carrer Primitiu Gurí, 4-6      | Calella de Palafrugell | estructura arquitectònica | Estil: arquitectura popular | 41° 53′ 17″ N, 3° 11′ 11″ E / 41.888059°N,3.18648°E ca:Primitiu Gurí, 4-6         | bé cultural d'interès local |                     | Modifica les dades a Wikidata |
|        | Guarda bots al carrer Villaamil, 9-13         | Calella de Palafrugell | estructura arquitectònica | Estil: arquitectura popular | 41° 53′ 18″ N, 3° 11′ 12″ E / 41.888372°N,3.186608°E ca:Villaamil, 9-13           | bé cultural d'interès local |                     | Modifica les dades a Wikidata |
|        | Guarda bots al passeig de Canadell, 2-36      | Calella de Palafrugell | estructura arquitectònica | Estil: arquitectura popular | 41° 53′ 19″ N, 3° 11′ 14″ E / 41.888732°N,3.187156°E ca:passeig de Canadell, 2-36 | bé cultural d'interès local |                     | Modifica les dades a Wikidata |
|        | Guarda bots de Calella de Palafrugell         | Calella de Palafrugell | estructura arquitectònica |                             | 41° 53′ 18″ N, 3° 11′ 01″ E / 41.88831°N,3.183519°E                               |                             |                     | Modifica les dades a Wikidata |

## font
| imatge | Nom                                 | Ubicat a    | instància de | Detalls                                    | coordenades                                                                              | Protecció                   | Commons (més fotos)                 | Dades a WD                    |
| ------ | ----------------------------------- | ----------- | ------------ | ------------------------------------------ | ---------------------------------------------------------------------------------------- | --------------------------- | ----------------------------------- | ----------------------------- |
|        | Font Vella                          | Palafrugell | font         | Estil: arquitectura eclèctica 19th century | 41° 54′ 57″ N, 3° 09′ 46″ E / 41.915701°N,3.162759°E ca:C. de la Font - c. Ample 54 msnm | bé cultural d'interès local | Font Vella (Palafrugell)            | Modifica les dades a Wikidata |
|        | font d'en Mascort i Font d'en Plaja | Palafrugell | font         |                                            | 41° 54′ 30″ N, 3° 11′ 31″ E / 41.908352°N,3.191867°E ca:Els Torrents 65 msnm             | bé cultural d'interès local | Font d'en Mascort i Font d'en Plaja | Modifica les dades a Wikidata |
|        | font de la Teula                    | Palafrugell | font         |                                            | 41° 54′ 59″ N, 3° 07′ 41″ E / 41.916431°N,3.128087°E                                     |                             |                                     | Modifica les dades a Wikidata |

## granja
| imatge | Nom                 | Ubicat a    | instància de | Detalls | coordenades                                                         | Protecció | Commons (més fotos) | Dades a WD                    |
| ------ | ------------------- | ----------- | ------------ | ------- | ------------------------------------------------------------------- | --------- | ------------------- | ----------------------------- |
|        | Granja d'en Planes  | Palafrugell | granja       |         | 41° 56′ 04″ N, 3° 08′ 32″ E / 41.9343948481886°N,3.1423597553761°E  |           |                     | Modifica les dades a Wikidata |
|        | Granja d'en Ventura | Palafrugell | granja       |         | 41° 54′ 25″ N, 3° 11′ 47″ E / 41.9069977945475°N,3.19625474744583°E |           |                     | Modifica les dades a Wikidata |
|        | Granja d'en Vidal   | Palafrugell | granja       |         | 41° 53′ 50″ N, 3° 09′ 30″ E / 41.8971669869485°N,3.15823830575926°E |           |                     | Modifica les dades a Wikidata |

## indret
| imatge | Nom                                    | Ubicat a    | instància de | Detalls                     | coordenades                                              | Protecció                   | Commons (més fotos) | Dades a WD                    |
| ------ | -------------------------------------- | ----------- | ------------ | --------------------------- | -------------------------------------------------------- | --------------------------- | ------------------- | ----------------------------- |
|        | Hortes i molins de Sorrell i la Feneia | Palafrugell | indret       | Estil: arquitectura popular |                                                          | bé cultural d'interès local |                     | Modifica les dades a Wikidata |
|        | Molí de Vent                           | Palafrugell | indret       |                             | 41° 55′ 03″ N, 3° 09′ 09″ E / 41.9175°N,3.15241°E        |                             |                     | Modifica les dades a Wikidata |
|        | cova del Bisbe                         | Palafrugell | indret       |                             | 41° 55′ 36″ N, 3° 13′ 09″ E / 41.926612°N,3.219166°E     |                             |                     | Modifica les dades a Wikidata |
|        | els Ullastres                          | Palafrugell | indret       |                             | 41° 53′ 12″ N, 3° 12′ 10″ E / 41.88666667°N,3.20277778°E |                             |                     | Modifica les dades a Wikidata |

## masia
| imatge | Nom                            | Ubicat a    | instància de          | Detalls                                  | coordenades                                                                                                  | Protecció                                            | Commons (més fotos)        | Dades a WD                    |
| ------ | ------------------------------ | ----------- | --------------------- | ---------------------------------------- | --- | ---------------------------------------------------- | -------------------------- | ----------------------------- |
|        | Ca l'Alzina                    | Palafrugell | masia                 |                                          | 41° 56′ 00″ N, 3° 08′ 26″ E / 41.9332533239428°N,3.1404634635399°E                                           |                                                      |                            | Modifica les dades a Wikidata |
|        | Ca l'Avellí                    | Palafrugell | masia                 |                                          | 41° 55′ 47″ N, 3° 08′ 29″ E / 41.9296405819072°N,3.1412998387933°E                                           |                                                      |                            | Modifica les dades a Wikidata |
|        | Ca l'Esparregó                 | Palafrugell | masia                 |                                          | 41° 54′ 43″ N, 3° 11′ 52″ E / 41.9120750818058°N,3.19774139162657°E                                          |                                                      |                            | Modifica les dades a Wikidata |
|        | Ca l'Estanyol                  | Palafrugell | masia                 |                                          | 41° 56′ 10″ N, 3° 08′ 04″ E / 41.9361428572765°N,3.13430578013651°E                                          |                                                      |                            | Modifica les dades a Wikidata |
|        | Ca l'Estela                    | Palafrugell | masia                 | Estil: arquitectura popular              | 41° 55′ 56″ N, 3° 07′ 41″ E / 41.9321870668691°N,3.12801321928758°E 90 msnm                                  | bé cultural d'interès local                          |                            | Modifica les dades a Wikidata |
|        | Ca l'Estrepit                  | Palafrugell | masia                 |                                          | 41° 55′ 17″ N, 3° 09′ 11″ E / 41.9213933362373°N,3.15304003478173°E                                          |                                                      |                            | Modifica les dades a Wikidata |
|        | Ca l'Oleguer                   | Palafrugell | masia                 |                                          | 41° 54′ 51″ N, 3° 09′ 12″ E / 41.9142236136116°N,3.15327613525711°E                                          |                                                      |                            | Modifica les dades a Wikidata |
|        | Ca la Fura                     | Palafrugell | masia                 |                                          | 41° 56′ 04″ N, 3° 09′ 15″ E / 41.9343526443886°N,3.15412043384644°E                                          |                                                      |                            | Modifica les dades a Wikidata |
|        | Ca la Pastora                  | Palafrugell | masia                 |                                          | 41° 53′ 50″ N, 3° 11′ 43″ E / 41.8973170799254°N,3.19530889885514°E                                          |                                                      |                            | Modifica les dades a Wikidata |
|        | Cal Campaner                   | Palafrugell | masia                 |                                          | 41° 54′ 48″ N, 3° 10′ 40″ E / 41.9132425831209°N,3.17777636349667°E                                          |                                                      |                            | Modifica les dades a Wikidata |
|        | Can Bassa                      | Llofriu     | masia edifici escolar | 19th century                             | 41° 55′ 51″ N, 3° 07′ 58″ E / 41.930744°N,3.132683°E ca:El Ramal, 71-73 - c. Irene Rocas, 1. Llofriu 68 msnm | bé cultural d'interès local                          | Can Bassa (Llofriu)        | Modifica les dades a Wikidata |
|        | Can Blau                       | Palafrugell | masia                 |                                          | 41° 53′ 38″ N, 3° 09′ 47″ E / 41.8937737544292°N,3.16300358806154°E                                          |                                                      |                            | Modifica les dades a Wikidata |
|        | Can Boera                      | Palafrugell | masia casa forta      |                                          | 41° 54′ 56″ N, 3° 09′ 39″ E / 41.915555555556°N,3.1608333333333°E                                            | bé d'interès cultural bé cultural d'interès nacional | Can Boera                  | Modifica les dades a Wikidata |
|        | Can Boixeda                    | Palafrugell | masia                 |                                          | 41° 54′ 20″ N, 3° 10′ 50″ E / 41.9055735553273°N,3.18049200528914°E                                          |                                                      |                            | Modifica les dades a Wikidata |
|        | Can Bonet                      | Palafrugell | masia                 |                                          | 41° 53′ 34″ N, 3° 09′ 55″ E / 41.8928339123602°N,3.165195120186°E                                            |                                                      |                            | Modifica les dades a Wikidata |
|        | Can Borrull                    | Palafrugell | masia casa forta      |                                          | 41° 54′ 27″ N, 3° 10′ 20″ E / 41.9075°N,3.17222°E                                                            | bé d'interès cultural bé cultural d'interès nacional | Can Borrull                | Modifica les dades a Wikidata |
|        | Can Budeller                   | Palafrugell | masia                 |                                          | 41° 54′ 28″ N, 3° 10′ 55″ E / 41.9077147685788°N,3.18201725782777°E                                          |                                                      |                            | Modifica les dades a Wikidata |
|        | Can Carlos                     | Palafrugell | masia                 |                                          | 41° 54′ 26″ N, 3° 10′ 16″ E / 41.9072089554473°N,3.17123666835524°E                                          |                                                      |                            | Modifica les dades a Wikidata |
|        | Can Catalanet                  | Palafrugell | masia                 | Estil: arquitectura popular              | 41° 55′ 24″ N, 3° 08′ 17″ E / 41.9233486603155°N,3.13816234895879°E 88 msnm                                  | bé cultural d'interès local                          |                            | Modifica les dades a Wikidata |
|        | Can Català                     | Palafrugell | masia                 |                                          | 41° 54′ 40″ N, 3° 11′ 29″ E / 41.91105019224°N,3.19131134681932°E                                            |                                                      |                            | Modifica les dades a Wikidata |
|        | Can Cebrià                     | Palafrugell | masia                 |                                          | 41° 56′ 20″ N, 3° 08′ 12″ E / 41.93894703445222°N,3.1366610527038574°E                                       |                                                      |                            | Modifica les dades a Wikidata |
|        | Can Climent                    | Palafrugell | masia                 |                                          | 41° 55′ 35″ N, 3° 07′ 32″ E / 41.926290291694°N,3.12560132872192°E                                           |                                                      |                            | Modifica les dades a Wikidata |
|        | Can Corbí                      | Palafrugell | masia                 |                                          | 41° 56′ 07″ N, 3° 07′ 31″ E / 41.9353425415513°N,3.1251968998579°E                                           |                                                      |                            | Modifica les dades a Wikidata |
|        | Can Corredor                   | Palafrugell | masia                 | 18th century                             | 41° 54′ 57″ N, 3° 09′ 33″ E / 41.915792°N,3.159106°E ca:C. del Vilar, 65-69 58 msnm                          | bé cultural d'interès local                          | Can Corredor (Palafrugell) | Modifica les dades a Wikidata |
|        | Can Fina                       | Palafrugell | masia                 | Estil: arquitectura popular 17th century | 41° 54′ 55″ N, 3° 09′ 36″ E / 41.91537°N,3.1601°E ca:Fitor, 1-7 / Anselm Clavé, 7-15 54 msnm                 | bé cultural d'interès local                          | Can Fina                   | Modifica les dades a Wikidata |
|        | Can Fresques                   | Palafrugell | masia                 |                                          | 41° 52′ 52″ N, 3° 10′ 29″ E / 41.8811469095123°N,3.17474660794898°E                                          |                                                      |                            | Modifica les dades a Wikidata |
|        | Can Gai                        | Palafrugell | masia                 | Estil: arquitectura popular              | 41° 55′ 51″ N, 3° 07′ 37″ E / 41.9307201178461°N,3.1269729845722°E 97 msnm                                   | bé cultural d'interès local                          |                            | Modifica les dades a Wikidata |
|        | Can Gall                       | Palafrugell | masia                 |                                          | 41° 53′ 44″ N, 3° 09′ 48″ E / 41.8955026655703°N,3.16328524953483°E                                          |                                                      |                            | Modifica les dades a Wikidata |
|        | Can Galzeran                   | Palafrugell | masia                 |                                          | 41° 54′ 37″ N, 3° 11′ 28″ E / 41.9103840735945°N,3.19108025938368°E                                          |                                                      |                            | Modifica les dades a Wikidata |
|        | Can Janó                       | Palafrugell | masia                 |                                          | 41° 54′ 29″ N, 3° 11′ 11″ E / 41.908005010109°N,3.18637079177841°E                                           |                                                      |                            | Modifica les dades a Wikidata |
|        | Can Janó                       | Palafrugell | masia                 |                                          | 41° 54′ 43″ N, 3° 10′ 59″ E / 41.9120543995655°N,3.18305452714635°E                                          |                                                      |                            | Modifica les dades a Wikidata |
|        | Can Jovert                     | Palafrugell | masia                 |                                          | 41° 54′ 37″ N, 3° 10′ 57″ E / 41.9102898229542°N,3.18257923156743°E                                          |                                                      |                            | Modifica les dades a Wikidata |
|        | Can Llambinet                  | Palafrugell | masia                 |                                          | 41° 56′ 24″ N, 3° 08′ 11″ E / 41.9400044462367°N,3.13626815303541°E                                          |                                                      |                            | Modifica les dades a Wikidata |
|        | Can Llausàs                    | Palafrugell | masia                 |                                          | 41° 56′ 09″ N, 3° 07′ 52″ E / 41.9357412069637°N,3.131144538061°E                                            |                                                      |                            | Modifica les dades a Wikidata |
|        | Can Llorà                      | Palafrugell | masia                 |                                          | 41° 54′ 18″ N, 3° 10′ 08″ E / 41.9050599064484°N,3.16881956305357°E                                          |                                                      |                            | Modifica les dades a Wikidata |
|        | Can Marxant                    | Palafrugell | masia                 | Estil: arquitectura popular              | 41° 55′ 42″ N, 3° 08′ 09″ E / 41.928462°N,3.135758°E 66 msnm                                                 | bé cultural d'interès local                          |                            | Modifica les dades a Wikidata |
|        | Can Mateu                      | Palafrugell | masia                 |                                          | 41° 55′ 52″ N, 3° 08′ 14″ E / 41.9311046056109°N,3.13723827040197°E                                          |                                                      |                            | Modifica les dades a Wikidata |
|        | Can Mató                       | Palafrugell | masia                 |                                          | 41° 54′ 16″ N, 3° 11′ 31″ E / 41.9044919810798°N,3.19206339671633°E                                          |                                                      |                            | Modifica les dades a Wikidata |
|        | Can Meliton                    | Palafrugell | masia                 |                                          | 41° 55′ 52″ N, 3° 07′ 53″ E / 41.9310123741886°N,3.13138814721099°E                                          |                                                      |                            | Modifica les dades a Wikidata |
|        | Can Mina dels Torrents         | Palafrugell | masia                 |                                          | 41° 54′ 14″ N, 3° 11′ 28″ E / 41.9038362164914°N,3.19102456536167°E                                          |                                                      |                            | Modifica les dades a Wikidata |
|        | Can Monastrell                 | Palafrugell | masia                 | Estil: arquitectura popular              | | bé cultural d'interès local                          |                            | Modifica les dades a Wikidata |
|        | Can Naia                       | Palafrugell | masia                 |                                          | 41° 54′ 27″ N, 3° 11′ 50″ E / 41.9075273751669°N,3.19731740970411°E                                          |                                                      |                            | Modifica les dades a Wikidata |
|        | Can Pallot                     | Palafrugell | masia                 |                                          | 41° 54′ 27″ N, 3° 11′ 17″ E / 41.9074437004498°N,3.18814157660864°E                                          |                                                      |                            | Modifica les dades a Wikidata |
|        | Can Pi                         | Palafrugell | masia                 |                                          | 41° 55′ 39″ N, 3° 07′ 46″ E / 41.9273669930614°N,3.12930617246059°E                                          |                                                      |                            | Modifica les dades a Wikidata |
|        | Can Pipes                      | Palafrugell | masia                 |                                          | 41° 54′ 41″ N, 3° 11′ 16″ E / 41.911290258729°N,3.18774290013158°E                                           |                                                      |                            | Modifica les dades a Wikidata |
|        | Can Po                         | Palafrugell | masia                 |                                          | 41° 55′ 40″ N, 3° 07′ 32″ E / 41.9278574416954°N,3.12562852488769°E                                          |                                                      |                            | Modifica les dades a Wikidata |
|        | Can Pont                       | Palafrugell | masia                 | Estil: arquitectura popular              | 41° 56′ 22″ N, 3° 08′ 05″ E / 41.939386°N,3.13462°E 50 msnm                                                  | bé cultural d'interès local                          | Can Pont (Palafrugell)     | Modifica les dades a Wikidata |
|        | Can Ralet                      | Palafrugell | masia                 |                                          | 41° 54′ 21″ N, 3° 12′ 12″ E / 41.9057697817478°N,3.20320784396618°E                                          |                                                      |                            | Modifica les dades a Wikidata |
|        | Can Renabres                   | Palafrugell | masia                 |                                          | 41° 53′ 27″ N, 3° 10′ 05″ E / 41.8908482890204°N,3.16803478147359°E                                          | bé cultural d'interès local                          |                            | Modifica les dades a Wikidata |
|        | Can Roig de la Fanga           | Palafrugell | masia                 |                                          | 41° 55′ 40″ N, 3° 08′ 54″ E / 41.9277402804084°N,3.14833931905285°E                                          |                                                      |                            | Modifica les dades a Wikidata |
|        | Can Salabert                   | Palafrugell | masia                 |                                          | 41° 55′ 21″ N, 3° 07′ 24″ E / 41.9224648481077°N,3.12335064894872°E                                          |                                                      |                            | Modifica les dades a Wikidata |
|        | Can Sardó                      | Palafrugell | masia                 |                                          | 41° 55′ 17″ N, 3° 11′ 13″ E / 41.9213612033502°N,3.18691616685887°E                                          |                                                      |                            | Modifica les dades a Wikidata |
|        | Can Sena                       | Palafrugell | masia                 | Estil: arquitectura popular              | 41° 55′ 21″ N, 3° 07′ 09″ E / 41.922612°N,3.119296°E 137 msnm                                                | bé cultural d'interès local                          |                            | Modifica les dades a Wikidata |
|        | Can Serra                      | Palafrugell | masia                 |                                          | 41° 55′ 51″ N, 3° 08′ 20″ E / 41.930765460694°N,3.1387888536154°E                                            |                                                      |                            | Modifica les dades a Wikidata |
|        | Can Soler                      | Palafrugell | masia                 |                                          | 41° 55′ 18″ N, 3° 10′ 21″ E / 41.9216359470068°N,3.17250534852964°E                                          |                                                      |                            | Modifica les dades a Wikidata |
|        | Can Teixidor                   | Palafrugell | masia                 |                                          | 41° 53′ 41″ N, 3° 09′ 56″ E / 41.8948329874439°N,3.16550164368955°E                                          |                                                      |                            | Modifica les dades a Wikidata |
|        | Can Terrades                   | Palafrugell | masia                 |                                          | 41° 53′ 38″ N, 3° 10′ 23″ E / 41.8937772394402°N,3.17293666304982°E                                          |                                                      |                            | Modifica les dades a Wikidata |
|        | Can Trill                      | Palafrugell | masia                 |                                          | 41° 55′ 49″ N, 3° 08′ 06″ E / 41.9302245467017°N,3.1350411812941°E                                           |                                                      |                            | Modifica les dades a Wikidata |
|        | Can Vergers                    | Palafrugell | masia                 |                                          | 41° 56′ 09″ N, 3° 08′ 58″ E / 41.935962203158°N,3.14931131811496°E                                           |                                                      |                            | Modifica les dades a Wikidata |
|        | Can Vilà                       | Palafrugell | masia casa forta      |                                          | 41° 54′ 29″ N, 3° 10′ 07″ E / 41.9081°N,3.16853°E                                                            | bé cultural d'interès local                          | Torre de Can Vilà          | Modifica les dades a Wikidata |
|        | Can Vives                      | Palafrugell | masia                 |                                          | 41° 54′ 49″ N, 3° 11′ 34″ E / 41.9136956166245°N,3.19285066801434°E                                          |                                                      |                            | Modifica les dades a Wikidata |
|        | Casa Abril                     | Palafrugell | masia                 | Estil: academicisme                      | 41° 55′ 00″ N, 3° 12′ 24″ E / 41.916802°N,3.206577°E                                                         | bé integrant del patrimoni cultural català           | Casa Abril                 | Modifica les dades a Wikidata |
|        | Casa Feta                      | Palafrugell | masia                 |                                          | 41° 54′ 15″ N, 3° 11′ 20″ E / 41.9041457981538°N,3.18899997254664°E                                          |                                                      |                            | Modifica les dades a Wikidata |
|        | Casa d'en Moriscot             | Palafrugell | masia                 |                                          | 41° 54′ 45″ N, 3° 11′ 56″ E / 41.9124426099632°N,3.19875541487473°E                                          |                                                      |                            | Modifica les dades a Wikidata |
|        | Casa d'en Samsó                | Palafrugell | masia                 |                                          | 41° 54′ 55″ N, 3° 11′ 52″ E / 41.9152185621085°N,3.19767874217706°E                                          |                                                      |                            | Modifica les dades a Wikidata |
|        | Mas Barris                     | Palafrugell | masia                 | Estil: arquitectura popular              | 41° 55′ 21″ N, 3° 08′ 06″ E / 41.922367°N,3.134984°E                                                         | bé cultural d'interès local                          |                            | Modifica les dades a Wikidata |
|        | Mas Bofill                     | Palafrugell | masia                 |                                          | 41° 54′ 38″ N, 3° 11′ 47″ E / 41.9104742796422°N,3.19633774270869°E                                          |                                                      |                            | Modifica les dades a Wikidata |
|        | Mas Buvi i casal del segle XX  | Palafrugell | masia                 |                                          | 41° 54′ 52″ N, 3° 10′ 47″ E / 41.91453°N,3.179593°E                                                          | bé cultural d'interès local                          |                            | Modifica les dades a Wikidata |
|        | Mas Buví                       | Palafrugell | masia                 |                                          | 41° 54′ 50″ N, 3° 10′ 44″ E / 41.9138353064455°N,3.17888738703146°E                                          |                                                      |                            | Modifica les dades a Wikidata |
|        | Mas Espanyol                   | Palafrugell | masia                 |                                          | 41° 54′ 25″ N, 3° 10′ 20″ E / 41.907063350433°N,3.1722370260918°E                                            |                                                      |                            | Modifica les dades a Wikidata |
|        | Mas Feliu Banyeta              | Palafrugell | masia                 |                                          | 41° 55′ 42″ N, 3° 09′ 15″ E / 41.928264102147°N,3.15409371702868°E                                           |                                                      |                            | Modifica les dades a Wikidata |
|        | Mas Fina                       | Ermedàs     | masia casa forta      | Estil: arquitectura popular              | 41° 53′ 40″ N, 3° 09′ 48″ E / 41.894309°N,3.163309°E                                                         | bé d'interès cultural bé cultural d'interès nacional | Torre del Mas Fina         | Modifica les dades a Wikidata |
|        | Mas Gras                       | Palafrugell | masia                 | Estil: arquitectura popular              | 41° 53′ 34″ N, 3° 09′ 45″ E / 41.892722°N,3.162509°E                                                         | bé cultural d'interès local                          |                            | Modifica les dades a Wikidata |
|        | Mas Jofre                      | Palafrugell | masia                 | Estil: arquitectura popular              | 41° 55′ 24″ N, 3° 08′ 06″ E / 41.923311°N,3.134997°E                                                         | bé cultural d'interès local                          |                            | Modifica les dades a Wikidata |
|        | Mas Mascort                    | Palafrugell | masia                 |                                          | 41° 54′ 24″ N, 3° 11′ 21″ E / 41.9066494413064°N,3.18915204200187°E                                          |                                                      |                            | Modifica les dades a Wikidata |
|        | Mas Niell                      | Palafrugell | masia                 |                                          | 41° 54′ 41″ N, 3° 10′ 50″ E / 41.9112566737154°N,3.18060447818258°E                                          |                                                      |                            | Modifica les dades a Wikidata |
|        | Mas Oliver                     | Palafrugell | masia                 |                                          | 41° 54′ 41″ N, 3° 09′ 34″ E / 41.911338°N,3.159322°E ca:Avinguda d'Espanya 148-170 41 msnm                   | bé cultural d'interès local                          |                            | Modifica les dades a Wikidata |
|        | Mas Petit d'en Caixa           | Palafrugell | masia                 |                                          | 41° 53′ 47″ N, 3° 09′ 55″ E / 41.8965°N,3.16533°E                                                            | bé cultural d'interès local                          | Mas Petit d'en Caixa       | Modifica les dades a Wikidata |
|        | Mas Prats                      | Palafrugell | masia                 | Estil: arquitectura popular              | 41° 55′ 31″ N, 3° 08′ 24″ E / 41.925375°N,3.140061°E 81 msnm                                                 | bé cultural d'interès local                          |                            | Modifica les dades a Wikidata |
|        | Mas Riera                      | Palafrugell | masia                 | Estil: arquitectura popular              | 41° 55′ 39″ N, 3° 08′ 18″ E / 41.927602°N,3.138257°E                                                         | bé cultural d'interès local                          |                            | Modifica les dades a Wikidata |
|        | Mas Rimbau                     | Palafrugell | masia                 |                                          | 41° 54′ 39″ N, 3° 10′ 54″ E / 41.9107414236674°N,3.18178469823777°E                                          |                                                      |                            | Modifica les dades a Wikidata |
|        | Mas Rostei                     | Palafrugell | masia                 | Estil: arquitectura popular              | 41° 55′ 23″ N, 3° 10′ 09″ E / 41.923012°N,3.169212°E                                                         | bé cultural d'interès local                          |                            | Modifica les dades a Wikidata |
|        | Mas Sabrià                     | Palafrugell | masia                 | Estil: arquitectura popular              | | bé cultural d'interès local                          |                            | Modifica les dades a Wikidata |
|        | Mas Sureda                     | Palafrugell | masia                 | Estil: arquitectura popular              | 41° 53′ 47″ N, 3° 10′ 03″ E / 41.8963°N,3.16754°E                                                            | bé cultural d'interès local                          | Torre del Mas Sureda       | Modifica les dades a Wikidata |
|        | Mas Verges                     | Palafrugell | masia                 |                                          | 41° 56′ 30″ N, 3° 08′ 44″ E / 41.9416864650358°N,3.14544015620725°E                                          |                                                      |                            | Modifica les dades a Wikidata |
|        | Mas Vermell                    | Palafrugell | masia                 | Estil: arquitectura popular              | | bé cultural d'interès local                          |                            | Modifica les dades a Wikidata |
|        | Mas Xinxer                     | Palafrugell | masia                 |                                          | 41° 54′ 01″ N, 3° 10′ 39″ E / 41.900301°N,3.177634°E                                                         | bé cultural d'interès local                          |                            | Modifica les dades a Wikidata |
|        | Mas d'en Banyeta               | Palafrugell | masia                 | Estil: arquitectura popular              | 41° 55′ 48″ N, 3° 09′ 18″ E / 41.929906°N,3.154941°E                                                         | bé cultural d'interès local                          |                            | Modifica les dades a Wikidata |
|        | Mas d'en Caixa                 | Palafrugell | masia                 |                                          | 41° 53′ 47″ N, 3° 09′ 48″ E / 41.8963673007403°N,3.16329950710027°E                                          |                                                      |                            | Modifica les dades a Wikidata |
|        | Mas d'en Massoni               | Palafrugell | masia                 | Estil: arquitectura popular              | 41° 53′ 22″ N, 3° 10′ 29″ E / 41.8893160279071°N,3.17480503122648°E                                          | bé cultural d'interès local                          |                            | Modifica les dades a Wikidata |
|        | Mas de Roma                    | Palafrugell | masia                 |                                          | 41° 55′ 44″ N, 3° 07′ 53″ E / 41.928952°N,3.131268°E 67 msnm                                                 |                                                      | Mas de Roma                | Modifica les dades a Wikidata |
|        | Mas de la Fanga                | Palafrugell | masia                 | Estil: arquitectura popular              | 41° 55′ 42″ N, 3° 08′ 53″ E / 41.928238°N,3.148019°E                                                         | bé cultural d'interès local                          |                            | Modifica les dades a Wikidata |
|        | Mas de la Pastora              | Palafrugell | masia                 |                                          | 41° 54′ 25″ N, 3° 10′ 53″ E / 41.9068512822417°N,3.18127931894045°E                                          |                                                      |                            | Modifica les dades a Wikidata |
|        | Mas de les Heures              | Palafrugell | masia                 | Estil: arquitectura popular              | 41° 55′ 52″ N, 3° 09′ 15″ E / 41.9312092594282°N,3.15413699036328°E                                          | bé cultural d'interès local                          |                            | Modifica les dades a Wikidata |
|        | Mas del Piverd                 | Palafrugell | masia                 |                                          | 41° 55′ 24″ N, 3° 10′ 22″ E / 41.9232207177612°N,3.17278700251805°E                                          |                                                      |                            | Modifica les dades a Wikidata |
|        | Mas des Puig-rumí              | Palafrugell | masia                 |                                          | 41° 54′ 49″ N, 3° 11′ 46″ E / 41.9136720067509°N,3.19615460751771°E                                          |                                                      |                            | Modifica les dades a Wikidata |
|        | Masia al carrer Girona, 95-101 | Palafrugell | masia                 | Estil: arquitectura popular              | 41° 55′ 13″ N, 3° 09′ 33″ E / 41.920411°N,3.159305°E                                                         | bé cultural d'interès local                          |                            | Modifica les dades a Wikidata |
|        | Masia al carrer Núria, 1       | Palafrugell | masia                 | Estil: arquitectura popular              | 41° 55′ 02″ N, 3° 10′ 29″ E / 41.917227°N,3.174681°E                                                         | bé cultural d'interès local                          |                            | Modifica les dades a Wikidata |
|        | Masia del Bosc                 | Palafrugell | masia                 |                                          | 41° 54′ 05″ N, 3° 11′ 27″ E / 41.9013864951081°N,3.19094492715403°E                                          |                                                      |                            | Modifica les dades a Wikidata |
|        | Restes d'una masia             | Palafrugell | masia                 |                                          | 41° 55′ 09″ N, 3° 09′ 39″ E / 41.919107°N,3.160716°E                                                         | bé cultural d'interès local                          |                            | Modifica les dades a Wikidata |
|        | Torre Roja                     | Palafrugell | masia casa forta      | Estil: arquitectura popular              | 41° 54′ 16″ N, 3° 09′ 50″ E / 41.904431°N,3.163806°E 40 msnm                                                 | bé d'interès cultural bé cultural d'interès nacional | Torre Roja (Palafrugell)   | Modifica les dades a Wikidata |
|        | ca les Estanyoles              | Palafrugell | masia                 | Estil: arquitectura popular              | 41° 56′ 01″ N, 3° 08′ 19″ E / 41.933586°N,3.138621°E ca:Llofriu - l'Eixart, Palafrugell 55 msnm              | bé cultural d'interès local                          | Ca les Estanyoles          | Modifica les dades a Wikidata |
|        | el Mas Verd                    | Palafrugell | masia                 |                                          | 41° 54′ 18″ N, 3° 11′ 39″ E / 41.9050561036219°N,3.19403034768951°E                                          |                                                      |                            | Modifica les dades a Wikidata |
|        | el Puig de l'Espiga            | Palafrugell | masia                 |                                          | 41° 54′ 44″ N, 3° 11′ 03″ E / 41.9121788364291°N,3.18409188380543°E                                          |                                                      |                            | Modifica les dades a Wikidata |
|        | els Blancars                   | Palafrugell | masia                 |                                          | 41° 55′ 21″ N, 3° 12′ 27″ E / 41.922388729487°N,3.20745747103653°E                                           |                                                      |                            | Modifica les dades a Wikidata |
|        | la Pedrosa                     | Palafrugell | masia                 |                                          | 41° 54′ 27″ N, 3° 12′ 09″ E / 41.9074552809001°N,3.2025138677838°E                                           |                                                      |                            | Modifica les dades a Wikidata |
|        | la Perica                      | Palafrugell | masia                 |                                          | 41° 54′ 53″ N, 3° 12′ 27″ E / 41.914768°N,3.207618°E                                                         | bé cultural d'interès local                          |                            | Modifica les dades a Wikidata |
|        | mas Pla                        | Palafrugell | masia                 | Anomenat per: Josep Pla i Casadevall     | 41° 55′ 39″ N, 3° 08′ 42″ E / 41.92739°N,3.144901°E                                                          | bé cultural d'interès local                          | Mas Pla (Palafrugell)      | Modifica les dades a Wikidata |
|        | ses Vedrunes                   | Palafrugell | masia                 |                                          | 41° 54′ 27″ N, 3° 11′ 12″ E / 41.9074731801513°N,3.18663450482505°E                                          |                                                      |                            | Modifica les dades a Wikidata |

## molí d'aigua
| imatge | Nom                                       | Ubicat a    | instància de | Detalls                     | coordenades                                                 | Protecció                   | Commons (més fotos) | Dades a WD                    |
| ------ | ----------------------------------------- | ----------- | ------------ | --------------------------- | ----------------------------------------------------------- | --------------------------- | ------------------- | ----------------------------- |
|        | Can Verdera                               | Palafrugell | molí d'aigua | Estil: arquitectura popular | 41° 56′ 01″ N, 3° 08′ 42″ E / 41.933716°N,3.14488°E 47 msnm | bé cultural d'interès local |                     | Modifica les dades a Wikidata |
|        | Molí del Mas Barris                       | Palafrugell | molí d'aigua | Estil: arquitectura popular | 41° 55′ 18″ N, 3° 08′ 08″ E / 41.921735°N,3.13553°E         | bé cultural d'interès local |                     | Modifica les dades a Wikidata |
|        | Molí, resclosa, pont i font d'en Busqueta | Palafrugell | molí d'aigua | Estil: arquitectura popular | 41° 55′ 51″ N, 3° 08′ 18″ E / 41.930838°N,3.138308°E        | bé cultural d'interès local |                     | Modifica les dades a Wikidata |

## muntanya
| imatge | Nom                  | Ubicat a    | instància de | Detalls | coordenades                                                         | Protecció | Commons (més fotos) | Dades a WD                    |
| ------ | -------------------- | ----------- | ------------ | ------- | ------------------------------------------------------------------- | --------- | ------------------- | ----------------------------- |
|        | Puig Gruí            | Palafrugell | muntanya     |         | 41° 54′ 54″ N, 3° 12′ 07″ E / 41.9151°N,3.20181°E 164.2 msnm        |           |                     | Modifica les dades a Wikidata |
|        | Puig Pelegrí         | Palafrugell | muntanya     |         | 41° 53′ 21″ N, 3° 10′ 12″ E / 41.8893°N,3.16998°E 120.8 msnm        |           |                     | Modifica les dades a Wikidata |
|        | Puig d'en Gervasi    | Palafrugell | muntanya     |         | 41° 54′ 12″ N, 3° 12′ 25″ E / 41.90325556°N,3.20689722°E 115.9 msnm |           |                     | Modifica les dades a Wikidata |
|        | Puig d'en Ponç       | Palafrugell | muntanya     |         | 41° 54′ 56″ N, 3° 10′ 35″ E / 41.91560833°N,3.17648333°E 79 msnm    |           |                     | Modifica les dades a Wikidata |
|        | Puig de Guardiola    | Palafrugell | muntanya     |         | 41° 53′ 12″ N, 3° 10′ 38″ E / 41.8866°N,3.17724°E 98.5 msnm         |           |                     | Modifica les dades a Wikidata |
|        | Puig de la Bandera   | Palafrugell | muntanya     |         | 41° 55′ 57″ N, 3° 07′ 28″ E / 41.93247778°N,3.12454167°E 162 msnm   |           | Puig de la Bandera  | Modifica les dades a Wikidata |
|        | Puig de les Mines    | Palafrugell | muntanya     |         | 41° 55′ 43″ N, 3° 07′ 04″ E / 41.92865°N,3.11768917°E 183.3 msnm    |           |                     | Modifica les dades a Wikidata |
|        | Puig de les Pasteres | Palafrugell | muntanya     |         | 41° 53′ 58″ N, 3° 12′ 01″ E / 41.89958333°N,3.20023167°E 157.7 msnm |           |                     | Modifica les dades a Wikidata |
|        | Puig de sa Guàrdia   | Palafrugell | muntanya     |         | 41° 53′ 59″ N, 3° 12′ 10″ E / 41.8998°N,3.20279°E 171.3 msnm        |           |                     | Modifica les dades a Wikidata |
|        | Puig dels Frares     | Palafrugell | muntanya     |         | 41° 54′ 18″ N, 3° 12′ 27″ E / 41.90503889°N,3.20753056°E            |           |                     | Modifica les dades a Wikidata |

## nucli d'entitat singular de població
| imatge | Nom            | Ubicat a               | instància de                         | Detalls                            | coordenades                                                       | Protecció | Commons (més fotos)      | Dades a WD                    |
| ------ | -------------- | ---------------------- | ------------------------------------ | ---------------------------------- | ----------------------------------------------------------------- | --------- | ------------------------ | ----------------------------- |
|        | Aigua Xelida   | Palafrugell Tamariu    | nucli d'entitat singular de població | 131 hab Anomenat per: Aigua Xelida | 41° 55′ 31″ N, 3° 12′ 42″ E / 41.925362°N,3.21177°E 82 msnm       |           |                          | Modifica les dades a Wikidata |
|        | Cantallops     | la Vessana Palafrugell | nucli d'entitat singular de població | 0 hab                              | 41° 55′ 31″ N, 3° 10′ 58″ E / 41.92520568°N,3.18265625°E 138 msnm |           |                          | Modifica les dades a Wikidata |
|        | l'Estació      | Llofriu Palafrugell    | nucli d'entitat singular de població | 43 hab                             | 41° 55′ 56″ N, 3° 08′ 21″ E / 41.93231038°N,3.13928931°E 54 msnm  |           |                          | Modifica les dades a Wikidata |
|        | la Barceloneta | Palafrugell Llofriu    | nucli d'entitat singular de població | 116 hab Superfície: 1.63km²        | 41° 56′ 16″ N, 3° 07′ 53″ E / 41.93788056°N,3.13147222°E 63 msnm  |           | La Barceloneta (Llofriu) | Modifica les dades a Wikidata |

## nucli de població
| imatge | Nom            | Ubicat a    | instància de      | Detalls      | coordenades                                                                     | Protecció                   | Commons (més fotos) | Dades a WD                    |
| ------ | -------------- | ----------- | ----------------- | ------------ | ------------------------------------------------------------------------------- | --------------------------- | ------------------- | ----------------------------- |
|        | Montfina       | Palafrugell | nucli de població |              | 41° 53′ 03″ N, 3° 10′ 30″ E / 41.884073847694°N,3.17493537611498°E              |                             |                     | Modifica les dades a Wikidata |
|        | Morena         | Palafrugell | nucli de població |              | 41° 54′ 59″ N, 3° 09′ 15″ E / 41.9164469612814°N,3.15427028962847°E             |                             |                     | Modifica les dades a Wikidata |
|        | Veïnat de Roma | Llofriu     | nucli de població | 17th century | 41° 55′ 44″ N, 3° 07′ 52″ E / 41.928785°N,3.131186°E ca:Paratge de Roma 73 msnm | bé cultural d'interès local | Veïnat de Roma      | Modifica les dades a Wikidata |

## oratori
| imatge | Nom                              | Ubicat a    | instància de | Detalls | coordenades                                                   | Protecció                   | Commons (més fotos) | Dades a WD                    |
| ------ | -------------------------------- | ----------- | ------------ | ------- | ------------------------------------------------------------- | --------------------------- | ------------------- | ----------------------------- |
|        | Oratori de Sant Baldiri          | Palafrugell | oratori      |         | 41° 53′ 51″ N, 3° 12′ 10″ E / 41.897548°N,3.202736°E 161 msnm | bé cultural d'interès local |                     | Modifica les dades a Wikidata |
|        | Oratori de la Divina Pastora     | Palafrugell | oratori      |         | 41° 53′ 49″ N, 3° 12′ 11″ E / 41.897042°N,3.203086°E          | bé cultural d'interès local |                     | Modifica les dades a Wikidata |
|        | oratori de l'Asil de Palafrugell | Palafrugell | oratori      |         |                                                               |                             |                     | Modifica les dades a Wikidata |

## platja
| imatge | Nom                          | Ubicat a               | instància de                                | Detalls                                       | coordenades                                                           | Protecció | Commons (més fotos)          | Dades a WD                    |
| ------ | ---------------------------- | ---------------------- | ------------------------------------------- | --------------------------------------------- | --------------------------------------------------------------------- | --------- | ---------------------------- | ----------------------------- |
|        | Aigua Xelida                 | Palafrugell            | platja platja d'arena daurada codolar       | Llarg: 17m Ample: 12m                         | 41° 55′ 18″ N, 3° 12′ 56″ E / 41.921600000157°N,3.2154999995888°E     |           | Aigua Xelida                 | Modifica les dades a Wikidata |
|        | Cala Aiguadolça              | Palafrugell            | platja                                      |                                               | 41° 55′ 05″ N, 3° 12′ 34″ E / 41.91794722761664°N,3.209543232207939°E |           |                              | Modifica les dades a Wikidata |
|        | Cala es Portió               | Palafrugell            | platja                                      |                                               | 41° 55′ 02″ N, 3° 12′ 25″ E / 41.917096°N,3.207053°E                  |           |                              | Modifica les dades a Wikidata |
|        | Platgeta d'en Cosme          | Calella de Palafrugell | platja platja d'arena daurada platja urbana | Llarg: 25m Ample: 18m Anomenat per: Can Cosme | 41° 53′ 17″ N, 3° 11′ 01″ E / 41.88805°N,3.18352°E                    |           | Platgeta d'en Cosme          | Modifica les dades a Wikidata |
|        | cala de Gens                 | Palafrugell            | platja codolar                              | Llarg: 74m Ample: 10m                         | 41° 54′ 02″ N, 3° 12′ 20″ E / 41.9006°N,3.20551°E                     |           |                              | Modifica les dades a Wikidata |
|        | els Canyers                  | Palafrugell            | platja platja de roques platja urbana       | Llarg: 15m Ample: 9m                          | 41° 53′ 13″ N, 3° 10′ 56″ E / 41.886900000013°N,3.1821999999788°E     |           |                              | Modifica les dades a Wikidata |
|        | platja d'en Calau            | Calella de Palafrugell | platja platja d'arena daurada platja urbana | Llarg: 77m Ample: 16m                         | 41° 53′ 18″ N, 3° 11′ 03″ E / 41.888200000333°N,3.1840999996868°E     |           | Platja d'en Calau            | Modifica les dades a Wikidata |
|        | platja de Llafranc           | Palafrugell            | platja platja d'arena daurada platja urbana | Llarg: 328m Ample: 35m                        | 41° 53′ 37″ N, 3° 11′ 39″ E / 41.89372°N,3.19415°E                    |           | Platja de Llafranc           | Modifica les dades a Wikidata |
|        | platja de Port Pelegrí       | Calella de Palafrugell | platja platja d'arena daurada platja urbana | Llarg: 73m Ample: 24m                         | 41° 53′ 15″ N, 3° 10′ 57″ E / 41.88742°N,3.18257°E                    |           | Platja de Port Pelegrí       | Modifica les dades a Wikidata |
|        | platja de Portbò             | Calella de Palafrugell | platja platja urbana                        | Llarg: 54m Ample: 16m                         | 41° 53′ 18″ N, 3° 11′ 06″ E / 41.888299999777°N,3.1850000002104°E     |           | Platja de Portbò             | Modifica les dades a Wikidata |
|        | platja de Sant Roc           | Calella de Palafrugell | platja codolar platja urbana                | Llarg: 10m Ample: 6m                          | 41° 53′ 11″ N, 3° 10′ 55″ E / 41.886400000305°N,3.1819000004032°E     |           | Platja de Sant Roc           | Modifica les dades a Wikidata |
|        | platja de Tamariu            | Palafrugell            | platja platja d'arena daurada platja urbana | Llarg: 180m Ample: 40m Anomenat per: Tamariu  | 41° 55′ 04″ N, 3° 12′ 27″ E / 41.91787°N,3.20763°E                    |           | Platja de Tamariu            | Modifica les dades a Wikidata |
|        | platja de cala Pedrosa       | Palafrugell            | platja                                      |                                               | 41° 54′ 29″ N, 3° 12′ 24″ E / 41.90796°N,3.20663°E                    |           | Cala Pedrosa (Tamariu)       | Modifica les dades a Wikidata |
|        | platja del Canadell          | Calella de Palafrugell | platja platja urbana platja d'arena daurada | Llarg: 210m Ample: 27m                        | 41° 53′ 18″ N, 3° 11′ 15″ E / 41.8884°N,3.18741°E                     |           | Platja del Canadell          | Modifica les dades a Wikidata |
|        | platja del Golfet            | Palafrugell            | platja platja d'arena daurada               | Llarg: 68m Ample: 17m                         | 41° 52′ 45″ N, 3° 10′ 43″ E / 41.879075°N,3.178589°E                  |           | Platja del Golfet            | Modifica les dades a Wikidata |
|        | platja del Port de Malaspina | Calella de Palafrugell | platja platja urbana                        | Llarg: 44m Ample: 7m                          | 41° 53′ 18″ N, 3° 11′ 09″ E / 41.888299999777°N,3.1856999998192°E     |           | Platja del Port de Malaspina | Modifica les dades a Wikidata |

## pou
| imatge | Nom                | Ubicat a    | instància de | Detalls | coordenades                                          | Protecció                   | Commons (més fotos) | Dades a WD                    |
| ------ | ------------------ | ----------- | ------------ | ------- | ---------------------------------------------------- | --------------------------- | ------------------- | ----------------------------- |
|        | Pou d'en Bonet     | Palafrugell | pou          |         | 41° 55′ 07″ N, 3° 09′ 51″ E / 41.918547°N,3.164297°E | bé cultural d'interès local |                     | Modifica les dades a Wikidata |
|        | Pou del Pedró Gran | Palafrugell | pou          |         | 41° 55′ 15″ N, 3° 09′ 48″ E / 41.920799°N,3.163435°E | bé cultural d'interès local |                     | Modifica les dades a Wikidata |
|        | Pou dels Veïns     | Palafrugell | pou          |         |                                                      | bé cultural d'interès local |                     | Modifica les dades a Wikidata |

## serra
| imatge | Nom                     | Ubicat a    | instància de | Detalls | coordenades                                                         | Protecció | Commons (més fotos) | Dades a WD                    |
| ------ | ----------------------- | ----------- | ------------ | ------- | ------------------------------------------------------------------- | --------- | ------------------- | ----------------------------- |
|        | Montoriol (Palafrugell) | Palafrugell | serra        |         | 41° 55′ 59″ N, 3° 06′ 24″ E / 41.93308611°N,3.10663889°E 265.9 msnm |           |                     | Modifica les dades a Wikidata |
|        | Muntanyes Poues         | Palafrugell | serra        |         | 41° 56′ 00″ N, 3° 07′ 07″ E / 41.93328611°N,3.11855056°E 242.6 msnm |           |                     | Modifica les dades a Wikidata |

## torre de defensa
| imatge | Nom                      | Ubicat a    | instància de     | Detalls | coordenades                                                                                               | Protecció                                            | Commons (més fotos)                    | Dades a WD                    |
| ------ | ------------------------ | ----------- | ---------------- | ------- | --- | ---------------------------------------------------- | -------------------------------------- | ----------------------------- |
|        | Torre de Santa Margarida | Palafrugell | torre de defensa |         | 41° 54′ 24″ N, 3° 10′ 19″ E / 41.906794°N,3.171995°E                                                      | bé cultural d'interès local                          | Torre de Santa Margarida (Palafrugell) | Modifica les dades a Wikidata |
|        | Torre dels Moros         | Palafrugell | torre de defensa |         | 41° 55′ 17″ N, 3° 09′ 32″ E / 41.921442°N,3.158848°E ca:Puig de les Torretes, carrer Calderón de la Barca | bé d'interès cultural bé cultural d'interès nacional | Torre dels Moros de Palafrugell        | Modifica les dades a Wikidata |
|        | torre de Vila-seca       | Palafrugell | torre de defensa |         | 41° 55′ 03″ N, 3° 10′ 27″ E / 41.9175°N,3.1741666666667°E ca:Carrer de Vila-seca, 21                      | bé d'interès cultural bé cultural d'interès nacional | Torre de Vila-seca                     | Modifica les dades a Wikidata |

## torre de sentinella
| imatge | Nom                             | Ubicat a               | instància de        | Detalls | coordenades                                                                                  | Protecció                                            | Commons (més fotos)                  | Dades a WD                    |
| ------ | ------------------------------- | ---------------------- | ------------------- | ------- | -------------------------------------------------------------------------------------------- | ---------------------------------------------------- | ------------------------------------ | ----------------------------- |
|        | Torre de Calella de Palafrugell | Calella de Palafrugell | torre de sentinella |         | 41° 53′ 21″ N, 3° 11′ 25″ E / 41.889166666667°N,3.1902777777778°E ca:Passeig de la Torre, 30 | bé d'interès cultural bé cultural d'interès nacional | Torre de Calella                     | Modifica les dades a Wikidata |
|        | Torre de Sant Sebastià          | Palafrugell            | torre de sentinella |         | 41° 53′ 49″ N, 3° 12′ 10″ E / 41.896967°N,3.202678°E ca:Sant Sebastià de la Guarda           | bé d'interès cultural bé cultural d'interès nacional | Torre de Sant Sebastià (Palafrugell) | Modifica les dades a Wikidata |

## Misc
| imatge | Nom                                           | Ubicat a                        | instància de          | Detalls                                                                              | coordenades | Protecció                                            | Commons (més fotos)                             | Dades a WD                    |
| ------ | --------------------------------------------- | ------------------------------- | --------------------- | ------------------------------------------------------------------------------------ | --- | ---------------------------------------------------- | ----------------------------------------------- | ----------------------------- |
|        | Aigua Xelida                                  | Begur Palafrugell Tamariu       | urbanització          |                                                                                      | 41° 55′ 31″ N, 3° 12′ 40″ E / 41.92534°N,3.21121°E                                                                                       |                                                      |                                                 | Modifica les dades a Wikidata |
|        | Aubi                                          | Palafrugell Mont-ras Palamós    | curs d'aigua          | Desemboca: mar Mediterrània Llarg: 9km                                               | 41° 55′ 24″ N, 3° 10′ 59″ E / 41.9233°N,3.18319°E                                                                                        |                                                      | Aubi                                            | Modifica les dades a Wikidata |
|        | Bòbila Vella                                  | Palafrugell                     | fàbrica               | Arquitecte: General Guitart i Lostaló                                                | 41° 55′ 06″ N, 3° 09′ 59″ E / 41.9184°N,3.16652°E                                                                                        | bé cultural d'interès local                          | Bòbila Vella, Palafrugell                       | Modifica les dades a Wikidata |
|        | Cabo Roig, Jardín Botánico, las Islas, etc.   | Mont-ras Palafrugell            | indret històric       |                                                                                      | | bé d'interès cultural                                |                                                 | Modifica les dades a Wikidata |
|        | Caixa oberta, variant                         | Palafrugell                     | obra escultòrica      | Creador: Jorge Oteiza 1950                                                           | jardí d'escultures del Cap Roig |                                                      |                                                 | Modifica les dades a Wikidata |
|        | Camí de Ronda de Calella de Palafrugell       | Palafrugell                     | via per a vianants    |                                                                                      | |                                                      | Camí de Ronda (Calella de Palafrugell)          | Modifica les dades a Wikidata |
|        | Casa de la Vila de Palafrugell                | Palafrugell                     | casa consistorial     | Estil: noucentisme 1925                                                              | 41° 54′ 54″ N, 3° 09′ 50″ E / 41.914906°N,3.16402°E                                                                                      | bé cultural d'interès local                          | Palafrugell Town Hall                           | Modifica les dades a Wikidata |
|        | Castell de Cap Roig                           | Calella de Palafrugell          | castell               | Estil: historicisme arquitectònic                                                    | 41° 52′ 38″ N, 3° 10′ 39″ E / 41.877291°N,3.177468°E ca:Cap Roig                                                                         | bé d'interès cultural bé cultural d'interès nacional | Jardíns de Cap Roig                             | Modifica les dades a Wikidata |
|        | Col·legi Vedruna de Palafrugell               | Palafrugell                     | edifici escolar       | Estil: arquitectura eclèctica                                                        | 41° 55′ 01″ N, 3° 10′ 11″ E / 41.9169°N,3.16959°E                                                                                        | bé cultural d'interès local                          | Col·legi Vedruna de Palafrugell                 | Modifica les dades a Wikidata |
|        | Fortificacions de la guerra civil             | Palafrugell                     | fortificació          |                                                                                      | | bé cultural d'interès local                          |                                                 | Modifica les dades a Wikidata |
|        | Hotel Alga                                    | Calella de Palafrugell          | edifici d'hotel       |                                                                                      | 41° 53′ 29″ N, 3° 11′ 04″ E / 41.891432°N,3.184344°E ca:Av. Joan Pericot i Garcia, 51-55                                                 | bé cultural d'interès local                          |                                                 | Modifica les dades a Wikidata |
|        | Hotel Llevant                                 | Llafranc                        | hotel empresa         | 1935                                                                                 | 41° 53′ 38″ N, 3° 11′ 38″ E / 41.893871°N,3.1937785°E                                                                                    |                                                      |                                                 | Modifica les dades a Wikidata |
|        | Jardí Botànic de Cap Roig                     | Calella de Palafrugell Mont-ras | jardí botànic         |                                                                                      | 41° 52′ 35″ N, 3° 10′ 31″ E / 41.87628585174437°N,3.175193225595632°E                                                                    |                                                      | Jardíns de Cap Roig                             | Modifica les dades a Wikidata |
|        | Llinda de la casa al carrer Torres Jonama, 25 | Palafrugell                     | llinda                |                                                                                      | 41° 55′ 06″ N, 3° 09′ 45″ E / 41.918239°N,3.162399°E                                                                                     | bé cultural d'interès local                          |                                                 | Modifica les dades a Wikidata |
|        | Llofriu                                       | Llofriu                         | poble                 | 24 hab                                                                               | 41° 55′ 59″ N, 3° 07′ 59″ E / 41.933055555555555°N,3.1330555555555555°E                                                                  |                                                      |                                                 | Modifica les dades a Wikidata |
|        | Mirador de Carles Sentís                      | Palafrugell                     | mirador               |                                                                                      | 41° 53′ 19″ N, 3° 11′ 22″ E / 41.88850563855239°N,3.1893450021743774°E                                                                   |                                                      |                                                 | Modifica les dades a Wikidata |
|        | Molí de Roda i tanca                          | Palafrugell                     | molí de vent          | 19th century                                                                         | 41° 54′ 52″ N, 3° 10′ 00″ E / 41.91435°N,3.166587°E ca:C. de l'Empordà, 16 52 msnm                                                       | bé cultural d'interès local                          | Molí de Roda i tanca                            | Modifica les dades a Wikidata |
|        | Muralla de Palafrugell                        | Palafrugell                     | muralla urbana        |                                                                                      | 41° 55′ 00″ N, 3° 09′ 53″ E / 41.9168°N,3.16462°E                                                                                        | bé d'interès cultural bé cultural d'interès nacional | Muralla de Palafrugell                          | Modifica les dades a Wikidata |
|        | Poblat ibèric de Sant Sebastià de la Guarda   | Palafrugell                     | poblat ibèric         |                                                                                      | 41° 53′ 52″ N, 3° 12′ 09″ E / 41.89763889°N,3.20244444°E 41° 53′ 51″ N, 3° 12′ 09″ E / 41.8976°N,3.20255°E ca:Sant Sebastià de la Guarda | bé cultural d'interès local                          |                                                 | Modifica les dades a Wikidata |
|        | Polígon industrial Circumval·lació Nord       | Palafrugell                     | polígon industrial    |                                                                                      | 41° 55′ 36″ N, 3° 09′ 20″ E / 41.9267488034632°N,3.15569416996957°E                                                                      |                                                      |                                                 | Modifica les dades a Wikidata |
|        | Pont d'en Casaca                              | Palafrugell                     | pont                  |                                                                                      | 41° 54′ 29″ N, 3° 11′ 51″ E / 41.9079772362867°N,3.1975961142816°E                                                                       |                                                      |                                                 | Modifica les dades a Wikidata |
|        | Port Bo                                       | Calella de Palafrugell          | conjunt històric      | Estil: arquitectura popular                                                          | 41° 53′ 18″ N, 3° 11′ 07″ E / 41.88837°N,3.18525°E 3 msnm                                                                                | bé d'interès cultural bé cultural d'interès nacional | Port Bo (Calella de Palafrugell)                | Modifica les dades a Wikidata |
|        | Port de Llafranc                              | Palafrugell Llafranc            | port esportiu         |                                                                                      | 41° 53′ 35″ N, 3° 11′ 47″ E / 41.89299827599167°N,3.1963511271964964°E                                                                   |                                                      | Port de Llafranc                                | Modifica les dades a Wikidata |
|        | Rectoria                                      | Palafrugell                     | rectoria              | Estil: arquitectura neoclàssica 20th century                                         | 41° 54′ 59″ N, 3° 09′ 45″ E / 41.916282°N,3.162454°E ca:C. de la Caritat, 68 56 msnm                                                     | bé cultural d'interès local                          | Rectoria (Palafrugell)                          | Modifica les dades a Wikidata |
|        | Safareig públic de Palafrugell                | Palafrugell                     | safareig              | Estil: arquitectura popular                                                          | 41° 54′ 50″ N, 3° 09′ 46″ E / 41.9138°N,3.16283°E                                                                                        | bé cultural d'interès local                          | Safareig de Palafrugell                         | Modifica les dades a Wikidata |
|        | Sant Sebastià                                 | Palafrugell                     | vèrtex geodèsic       |                                                                                      | 41° 53′ 50″ N, 3° 12′ 10″ E / 41.897116°N,3.202822°E 178.326 msnm                                                                        |                                                      |                                                 | Modifica les dades a Wikidata |
|        | Torre de Can Mario                            | Palafrugell                     | torre                 | Arquitecte: General Guitart i Lostaló Estil: arquitectura del ferro 1904             | 41° 55′ 07″ N, 3° 09′ 58″ E / 41.9185°N,3.166°E ca:Plaça de Can Mario                                                                    | bé d'interès cultural bé cultural d'interès nacional | Torre de Can Mario                              | Modifica les dades a Wikidata |
|        | Vila-seca                                     | Palafrugell                     | assentament humà      | 42 hab                                                                               | 41° 55′ 02″ N, 3° 10′ 27″ E / 41.9173593°N,3.1740321°E                                                                                   |                                                      | Vila-seca, Palafrugell                          | Modifica les dades a Wikidata |
|        | Voltes de Calella                             | Calella de Palafrugell          | porxe                 | Estil: arquitectura popular                                                          | 41° 53′ 19″ N, 3° 11′ 05″ E / 41.88849°N,3.1848°E                                                                                        | bé integrant del patrimoni cultural català           | Conjunt les Voltes (Palafrugell)                | Modifica les dades a Wikidata |
|        | annex parroquial de Calella de Palafrugell    | Palafrugell                     | annex parroquial      | 1928 882 hab                                                                         | Sant Pere de Calella de Palafrugell |                                                      |                                                 | Modifica les dades a Wikidata |
|        | aqüeducte d'en Caixa                          | Palafrugell                     | aqüeducte pont        |                                                                                      | 41° 54′ 36″ N, 3° 09′ 41″ E / 41.910129°N,3.161519°E 40 msnm                                                                             | bé cultural d'interès local                          |                                                 | Modifica les dades a Wikidata |
|        | camp d'en Prats                               | Palafrugell                     | jardí públic          |                                                                                      | 41° 54′ 58″ N, 3° 10′ 08″ E / 41.916111°N,3.168889°E                                                                                     |                                                      |                                                 | Modifica les dades a Wikidata |
|        | carrer de Sant Ramon                          | Palafrugell                     | carrer                |                                                                                      | 41° 54′ 52″ N, 3° 09′ 54″ E / 41.9145°N,3.1651°E                                                                                         |                                                      | Buildings in carrer de Sant Ramon (Palafrugell) | Modifica les dades a Wikidata |
|        | far de Sant Sebastià                          | Palafrugell                     | far                   | Arquitecte: José María Faquineto Ródenas Estil: arquitectura eclèctica 1857 Alt: 12m | 41° 53′ 46″ N, 3° 12′ 09″ E / 41.8961°N,3.20244°E ca:Sant Sebastià de la Guarda                                                          | bé cultural d'interès local                          | Far de Sant Sebastià                            | Modifica les dades a Wikidata |
|        | illes Formigues                               | Calella de Palafrugell Palamós  | arxipèlag             |                                                                                      | 41° 51′ 45″ N, 3° 11′ 12″ E / 41.8625°N,3.18666667°E                                                                                     |                                                      | Illes Formigues                                 | Modifica les dades a Wikidata |
|        | jardí d'escultures del Cap Roig               | Palafrugell                     | parc                  |                                                                                      | 41° 52′ 38″ N, 3° 10′ 39″ E / 41.87730026°N,3.17750001°E                                                                                 |                                                      | Sculpturepark Jardíns de Cap Roig               | Modifica les dades a Wikidata |
|        | l'Econòmica Palafrugellenca                   | Palafrugell                     | edifici de biblioteca | Arquitecte: Rafael Masó i Valentí Estil: noucentisme 1926                            | 41° 54′ 57″ N, 3° 09′ 52″ E / 41.9158°N,3.16439°E ca:C. Botines, 5-11 - c. Sant Martí, 18, Palafrugell                                   | bé cultural d'interès local                          | L'Econòmica Palafrugellenca                     | Modifica les dades a Wikidata |
|        | passeig del Canadell                          | Calella de Palafrugell          | passeig               |                                                                                      | 41° 53′ 20″ N, 3° 11′ 14″ E / 41.88878°N,3.18714°E                                                                                       | bé integrant del patrimoni cultural català           | Passeig del Canadell (Palafrugell)              | Modifica les dades a Wikidata |
|        | plaça Nova                                    | Palafrugell                     | plaça                 |                                                                                      | 41° 55′ 00″ N, 3° 09′ 53″ E / 41.9166°N,3.16462°E                                                                                        |                                                      | Plaça Nova, Palafrugell                         | Modifica les dades a Wikidata |